# Biserica reformată din Sângeorgiu de Pădure
Biserica reformată din Sângeorgiu de Pădure, județul Mureș, a fost construită între secolele XIII-XIV și renovată în anul 1760. În această biserică a avut loc în anul 1618 sinodul bisericii unitariene. În anul 1640 biserica din Sângeorgiu de Pădure a devenit reformată. Aici a fost botezată și ulterior înmormântată conform dorinței personale contesa Claudine Rhédey, soția prințului Alexandru de Württemberg, stră-străbunica reginei Elisabeta a II-a a Marii Britanii. În acest sens există o plachetă de marmură neagră trimisă în 1904 de strănepoata ei, Mary Victoria, soția viitorului rege George al V-lea al Marii Britanii.

## Istoric
Inițial biserica, construită se pare la începutul secolului al XIV-lea, a fost romano-catolică, cu pereții decorați de fresce, atât în interior, cât și la exterior. Apoi la începutul anilor 1600 a devenit reformată, unitariană pentru scurtă vreme, iar din 1640 a redevenit reformată. Ample transformări au avut loc între anii 1730-1760, când nava bisericii a fost casetată, iar amvonul a fost sculptat de meșterul David Sipos; lucrările au fost realizate cu sprijinul financiar al baronesei Kata Wesselényi  (soția contelui Zsigmond Rhédey), pe plafonul sanctuarului fiind pictat blazonul familiei Wsselényi. Între anii 1935-1936, sub coordonarea arhitectului László Debreceni, au fost schimbate formele ferestrelor, casetele din nava bisericii și a fost amenajată actuala intrare laterală.

## Imagini din exterior

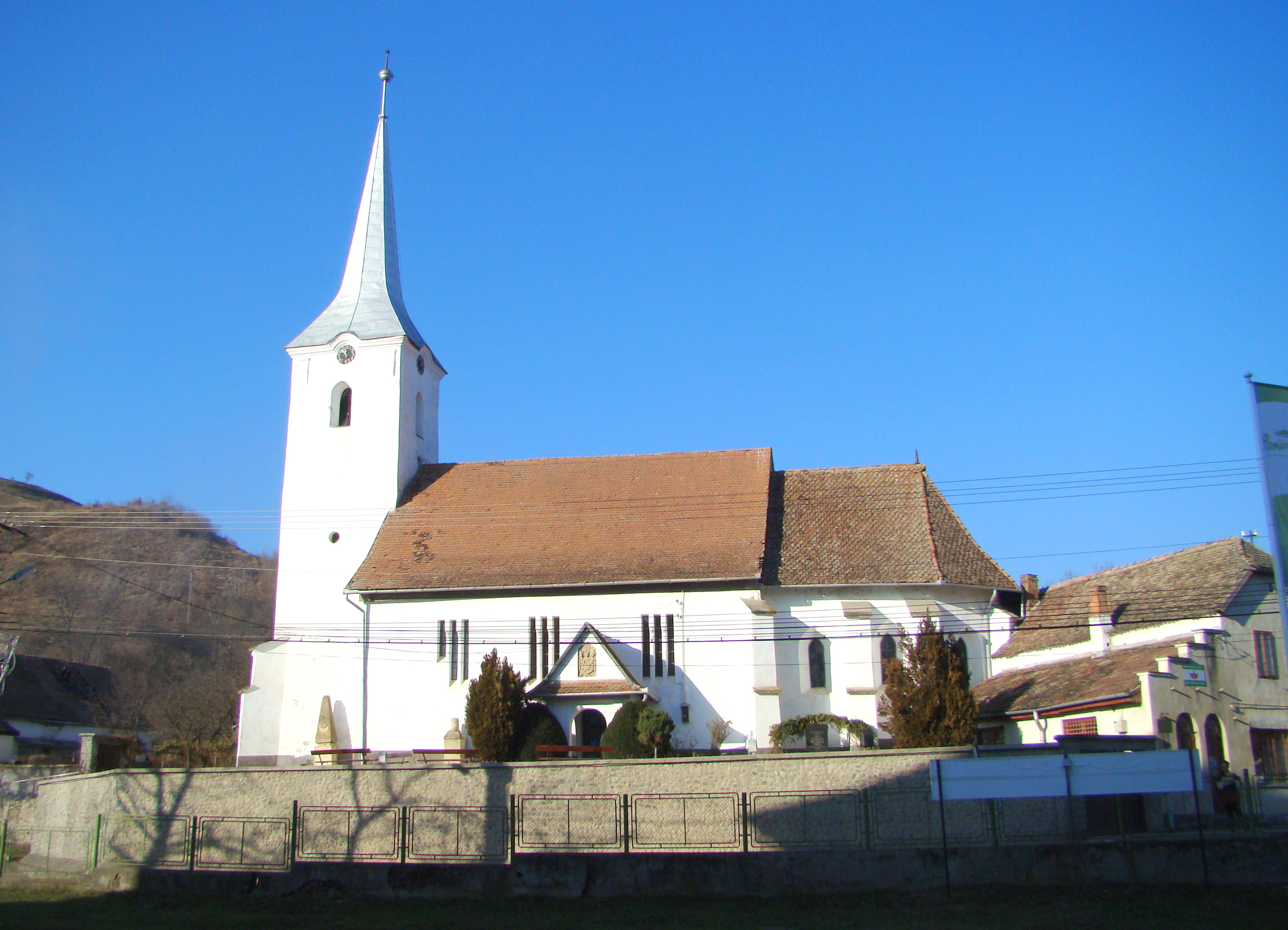
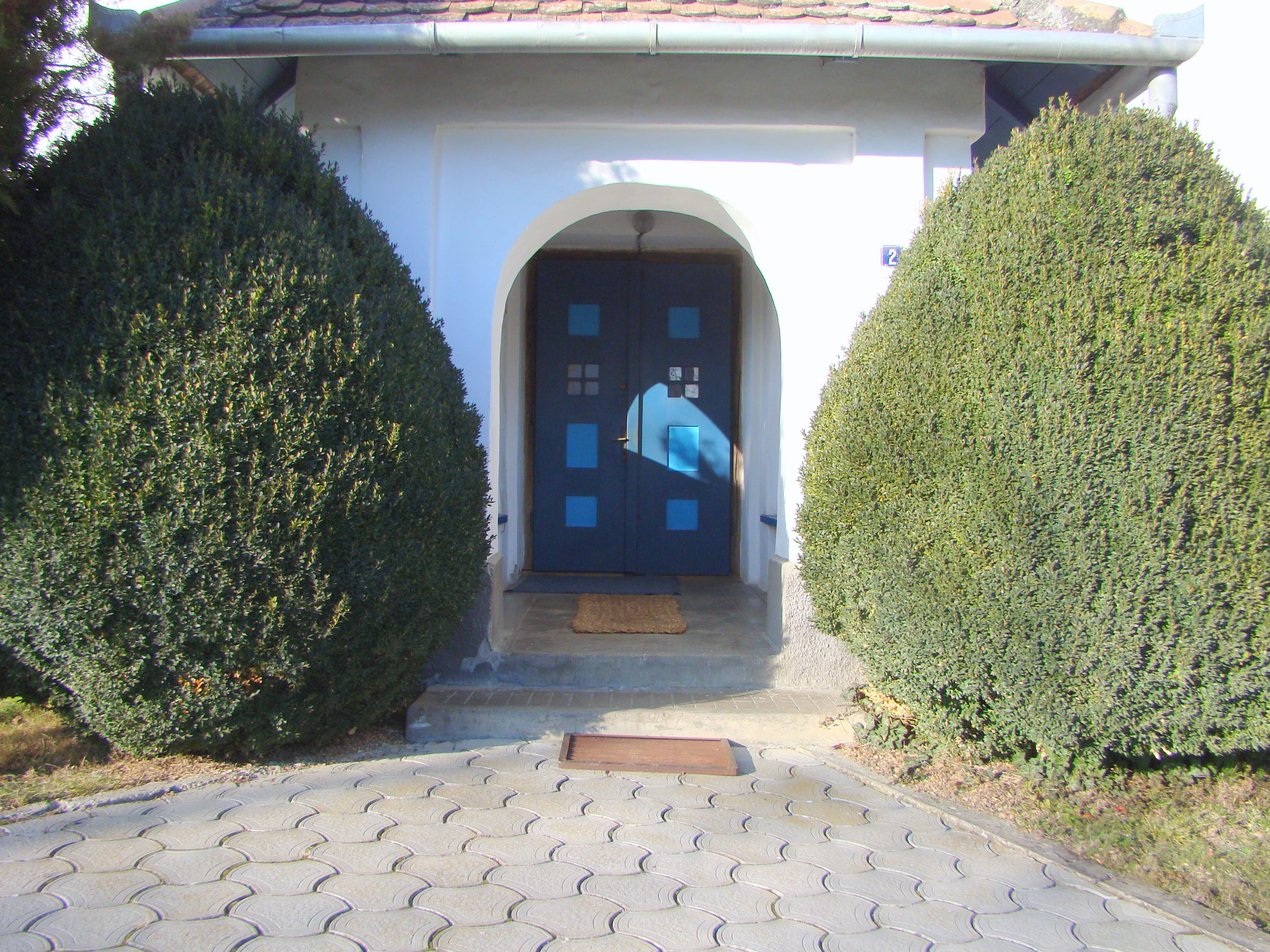
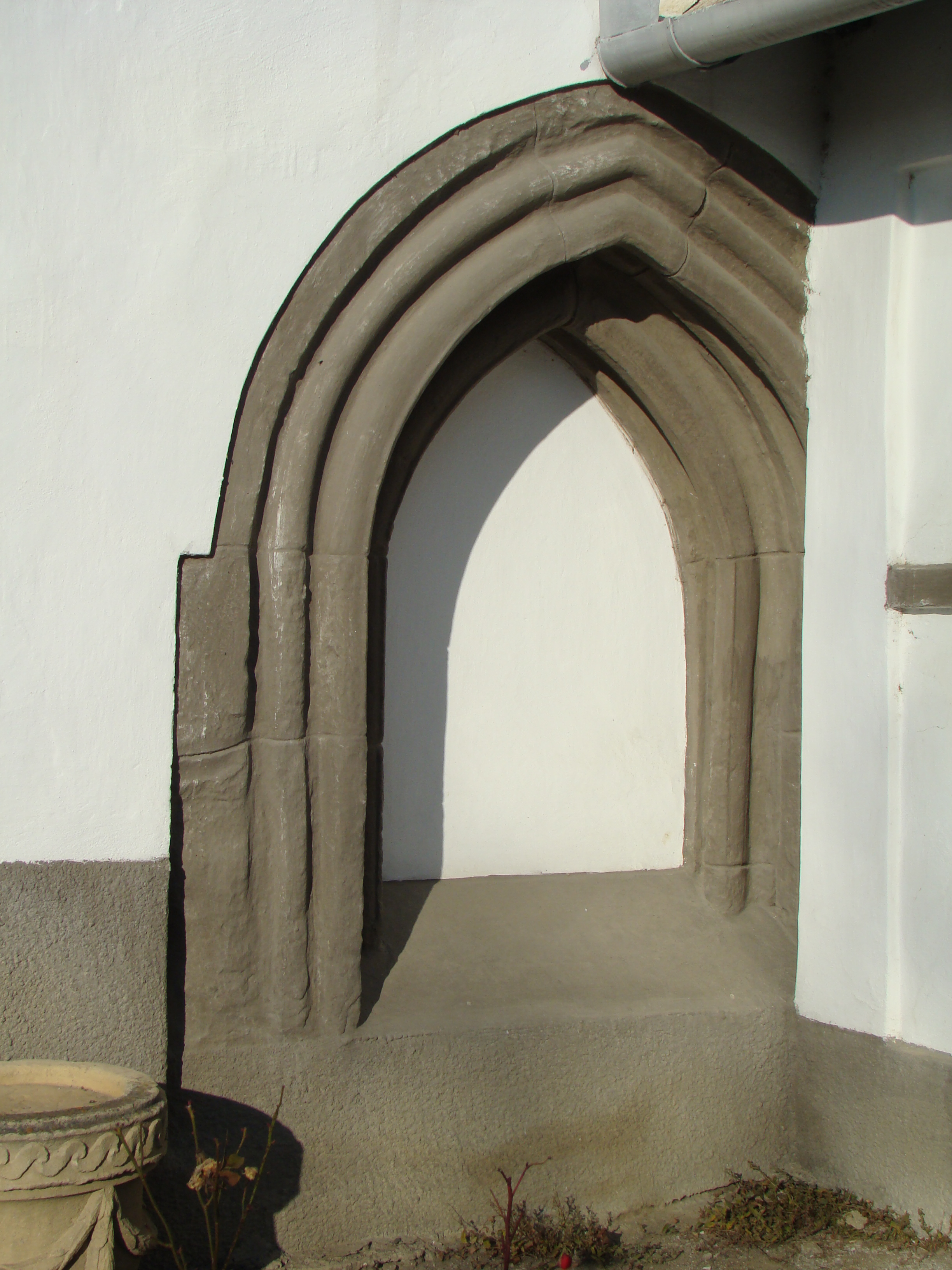
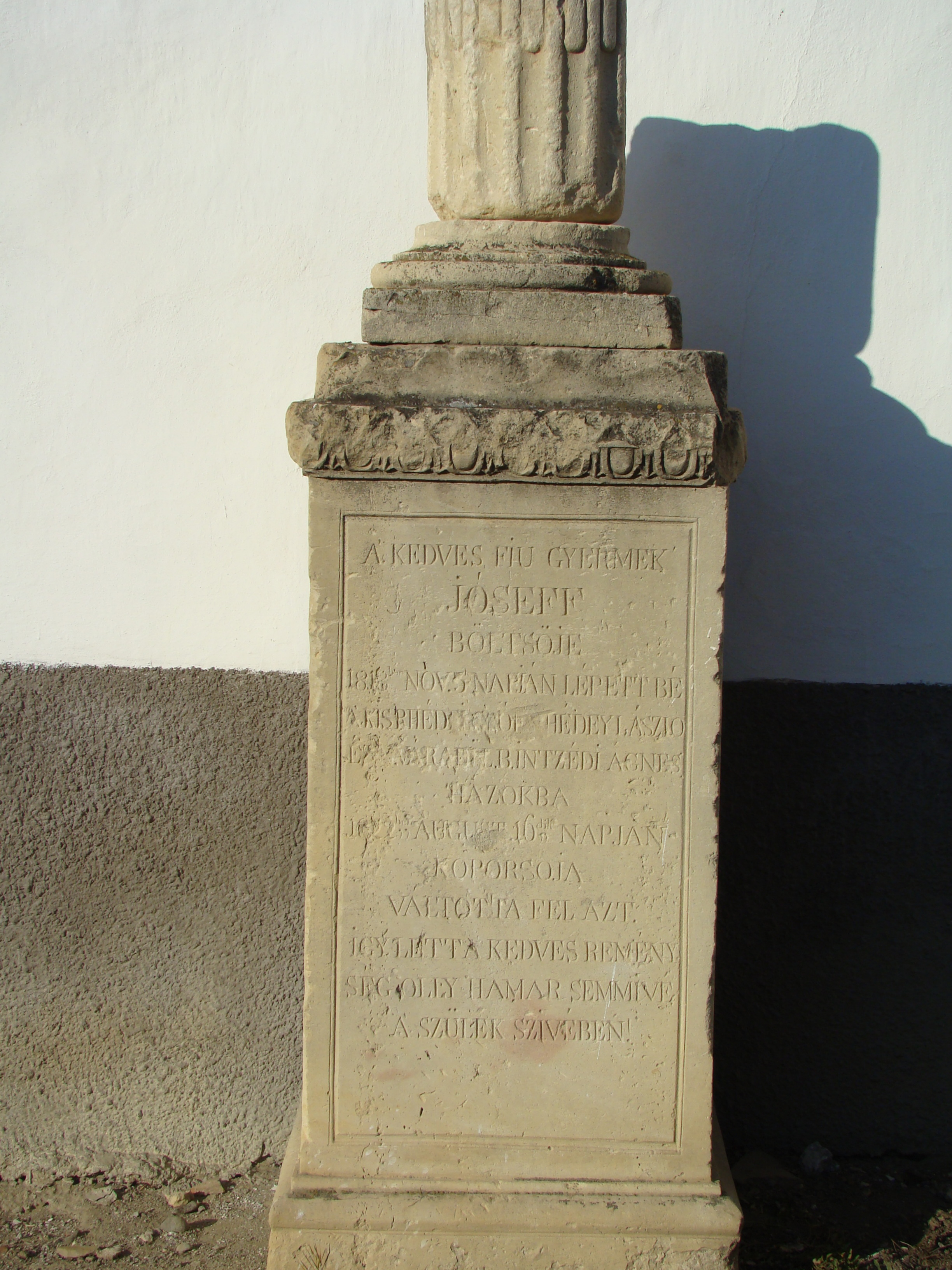
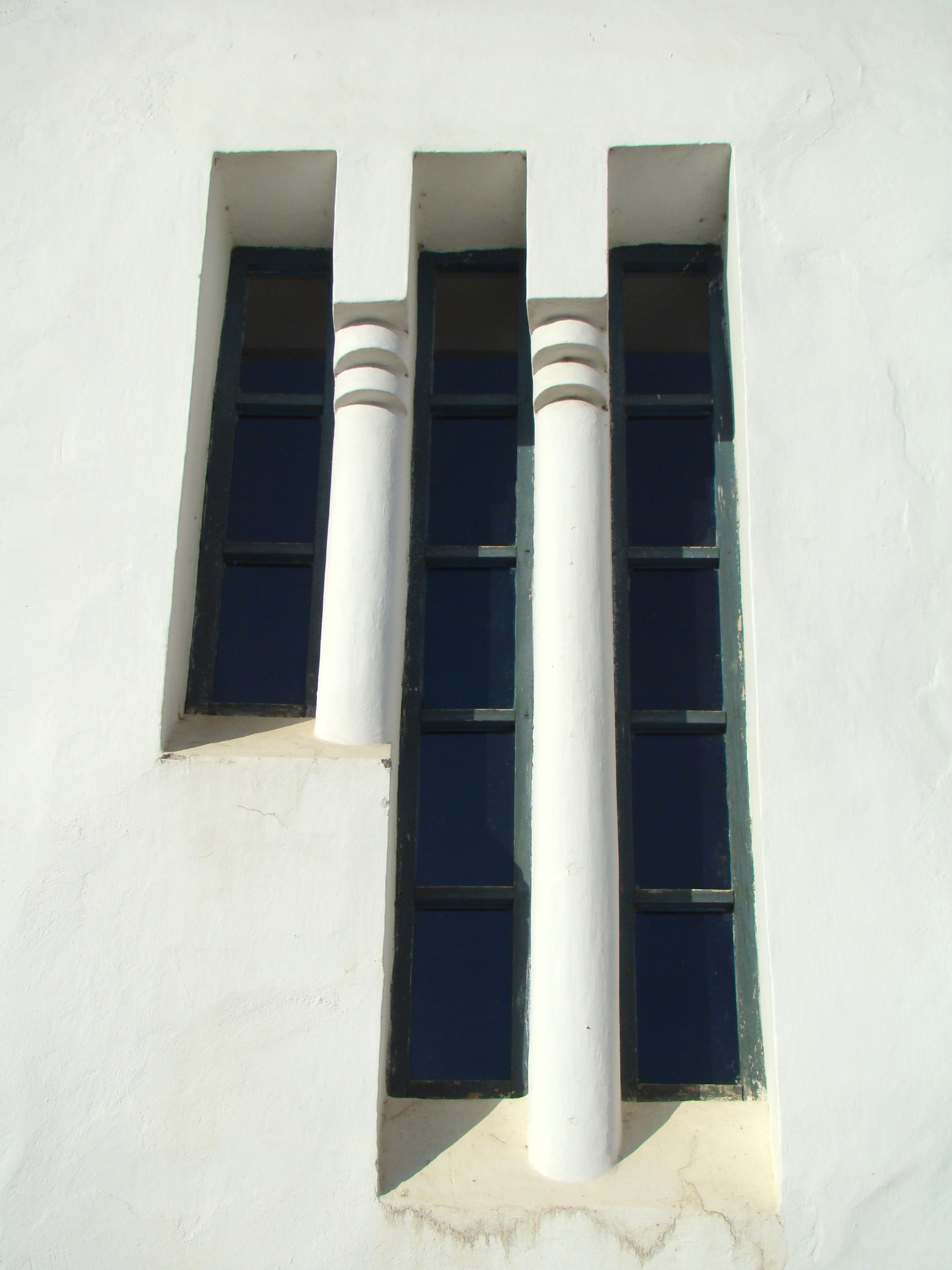
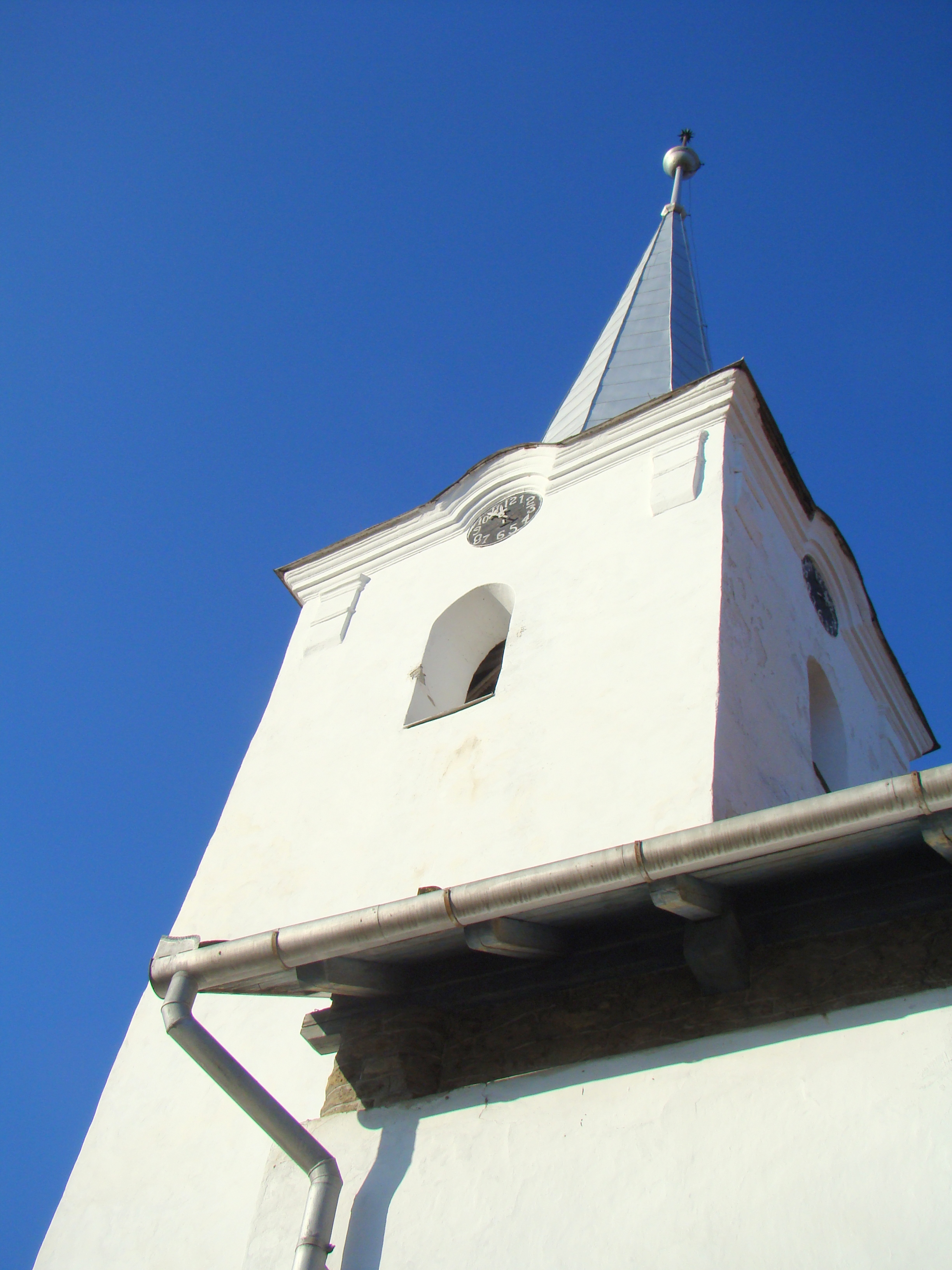
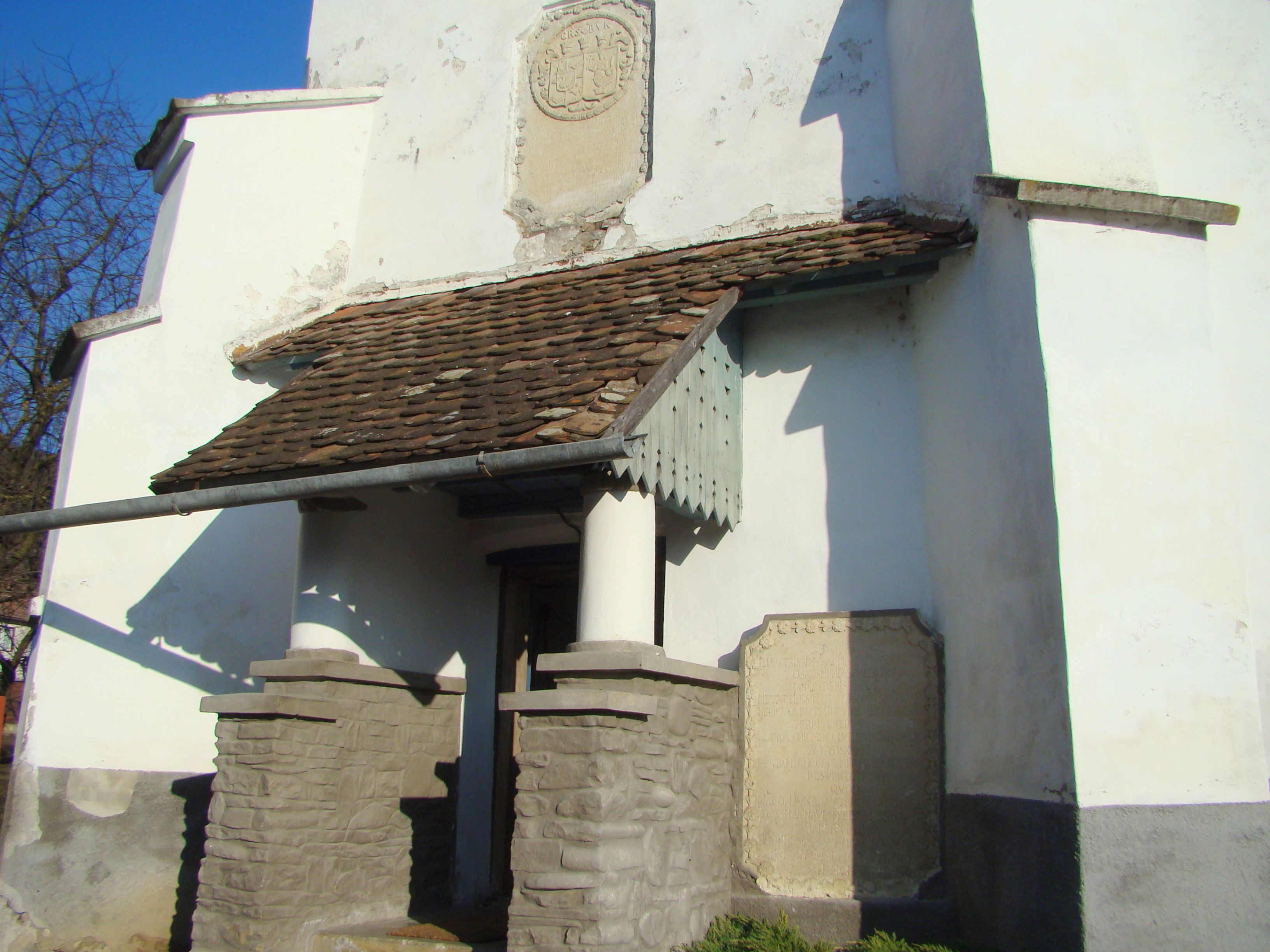
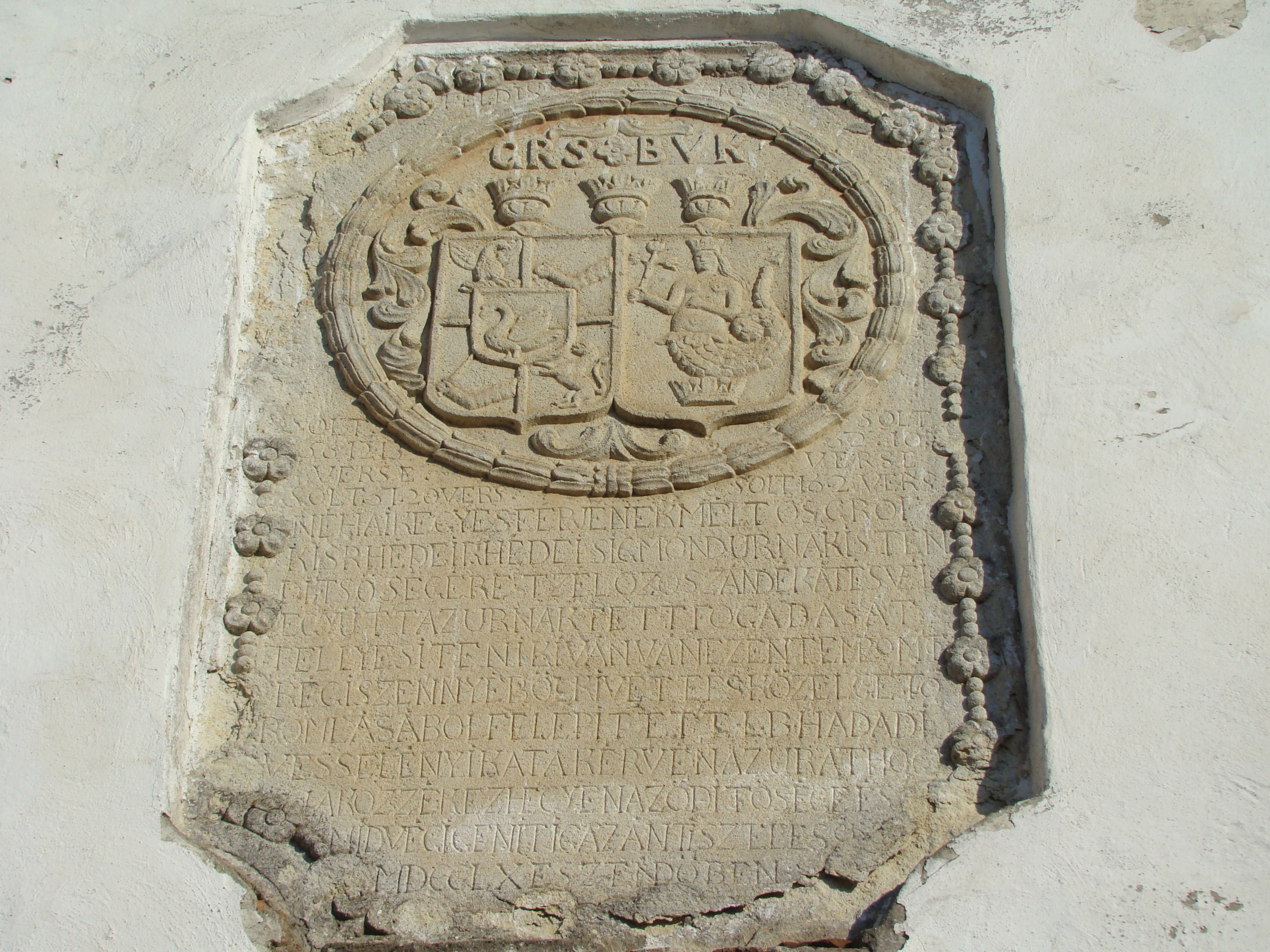
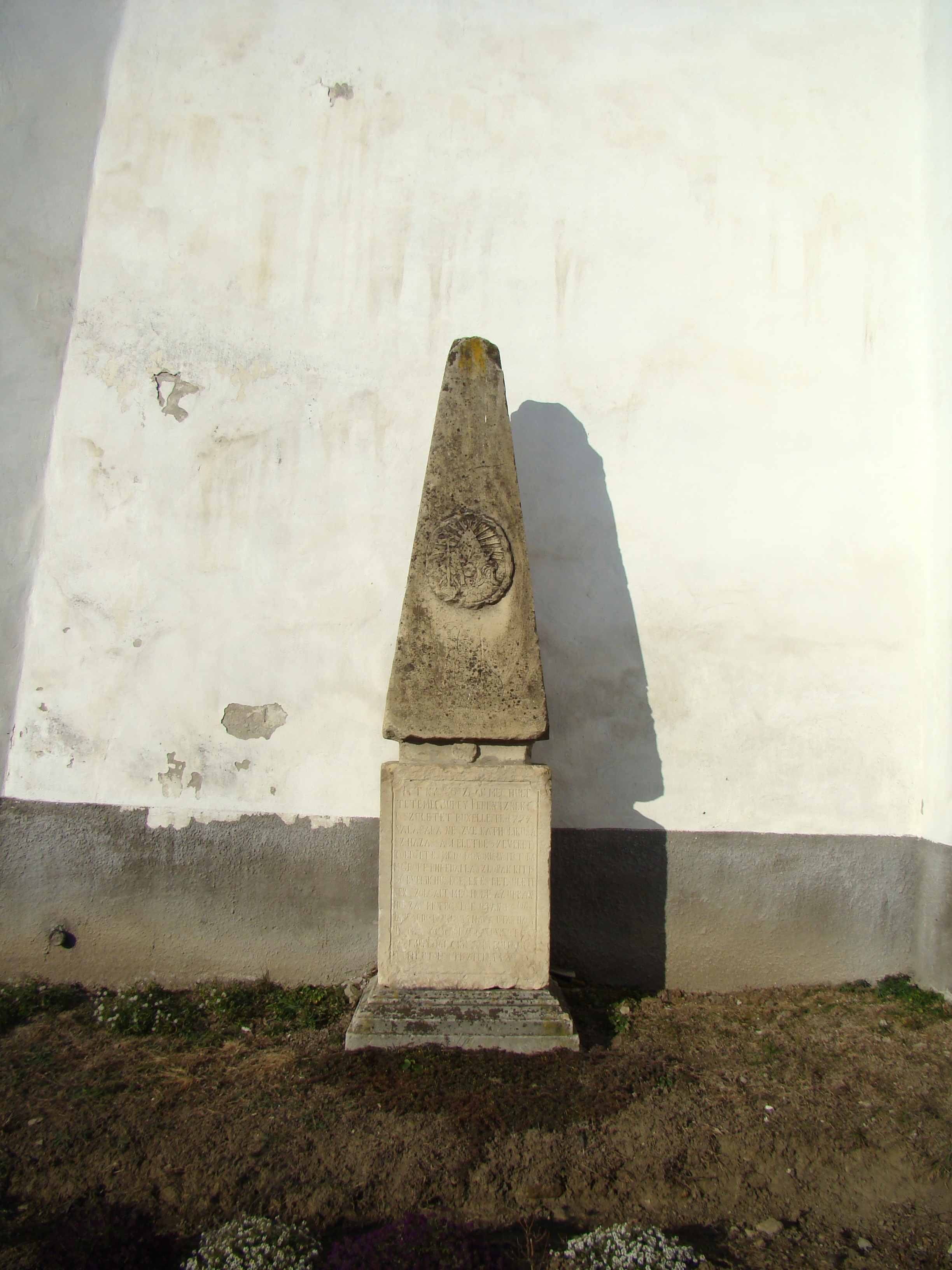
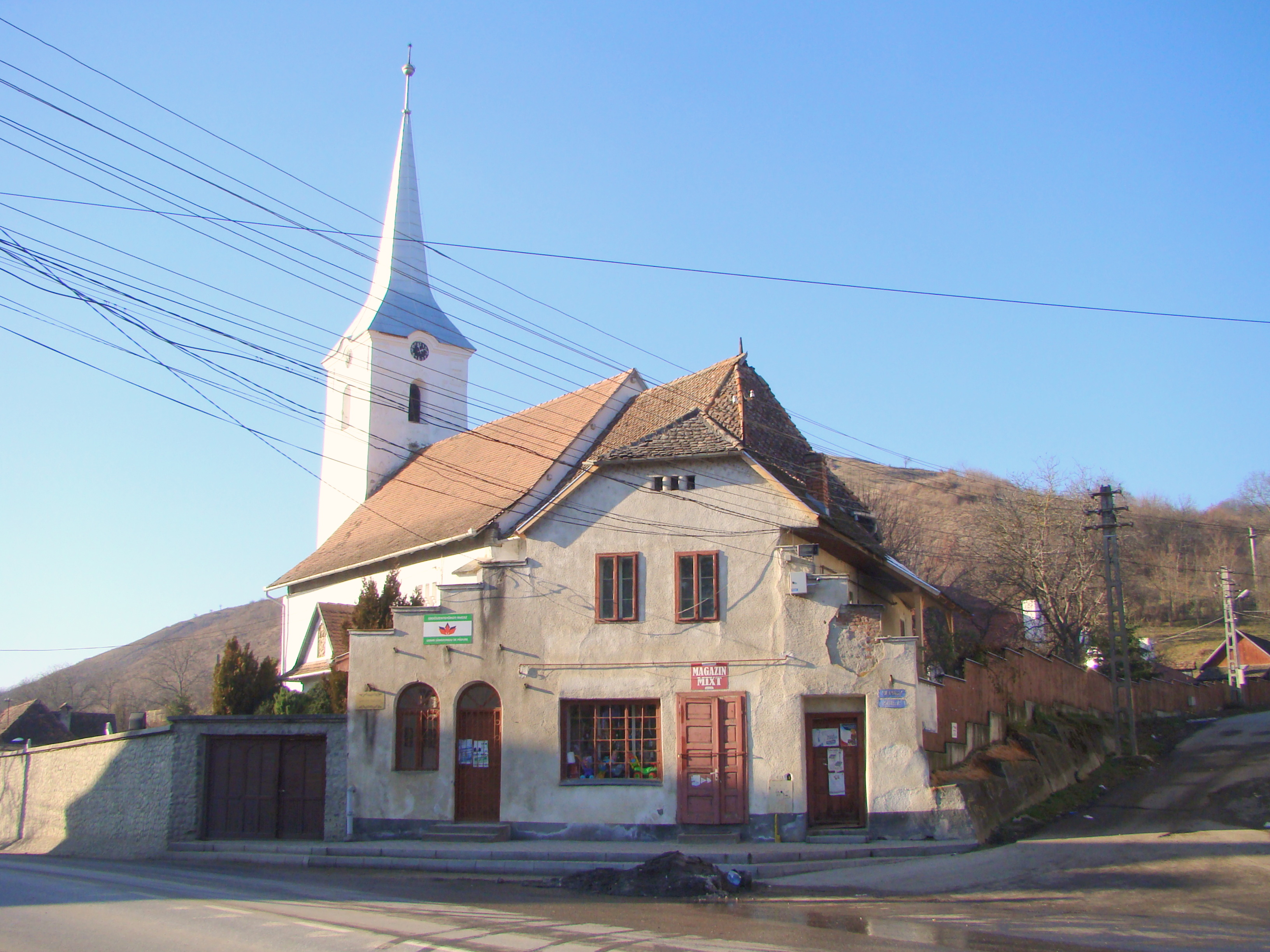
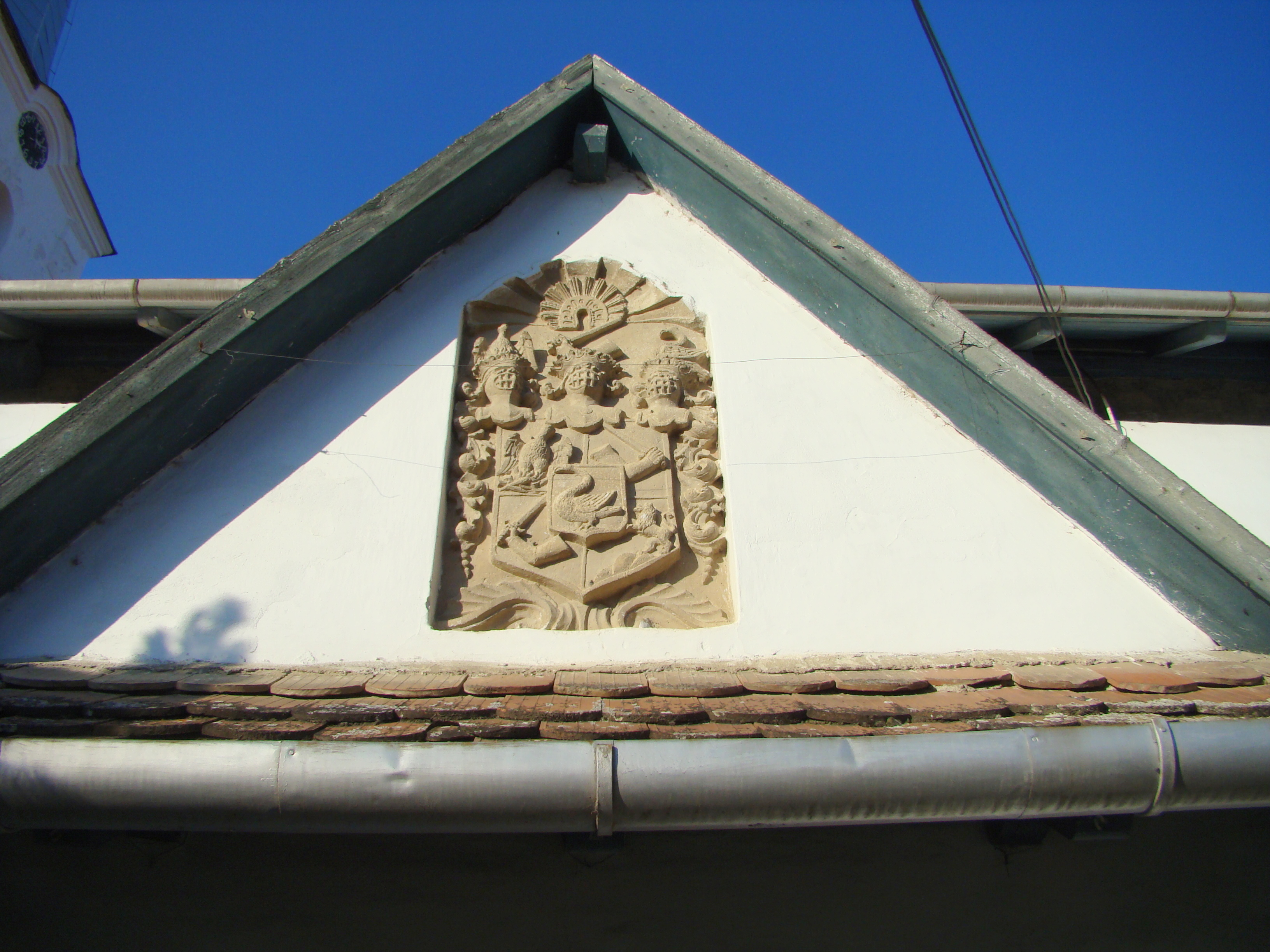
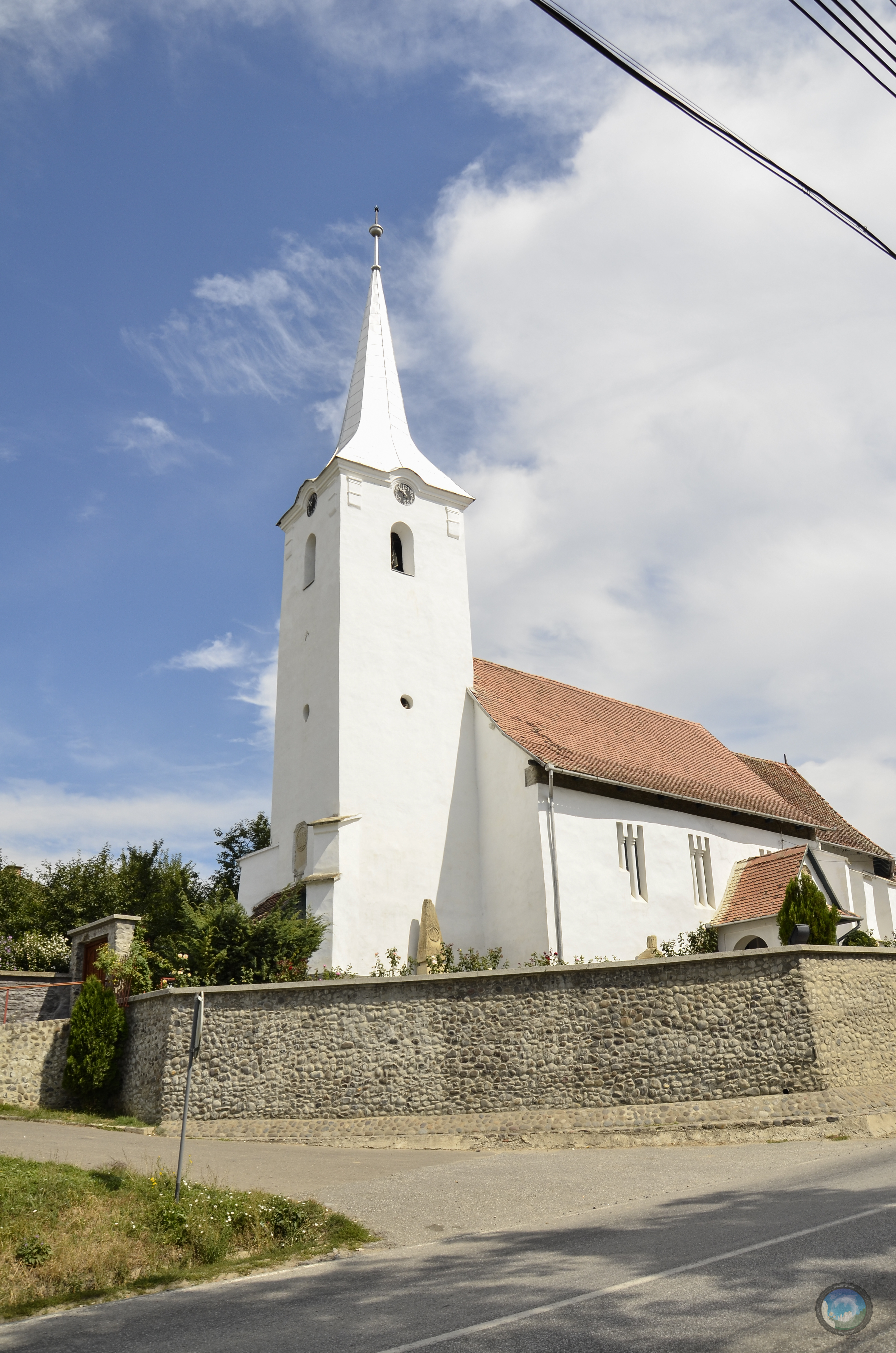
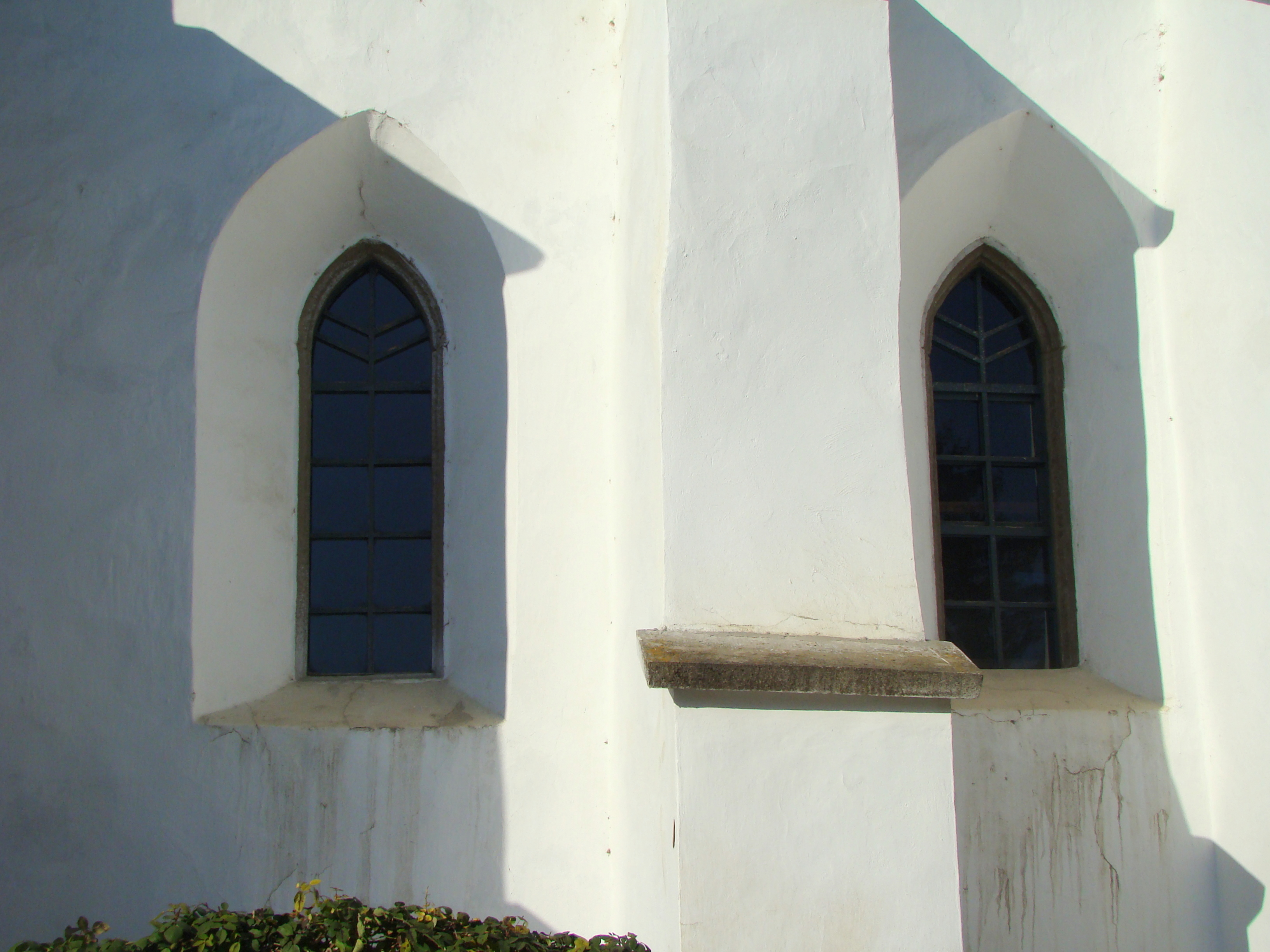
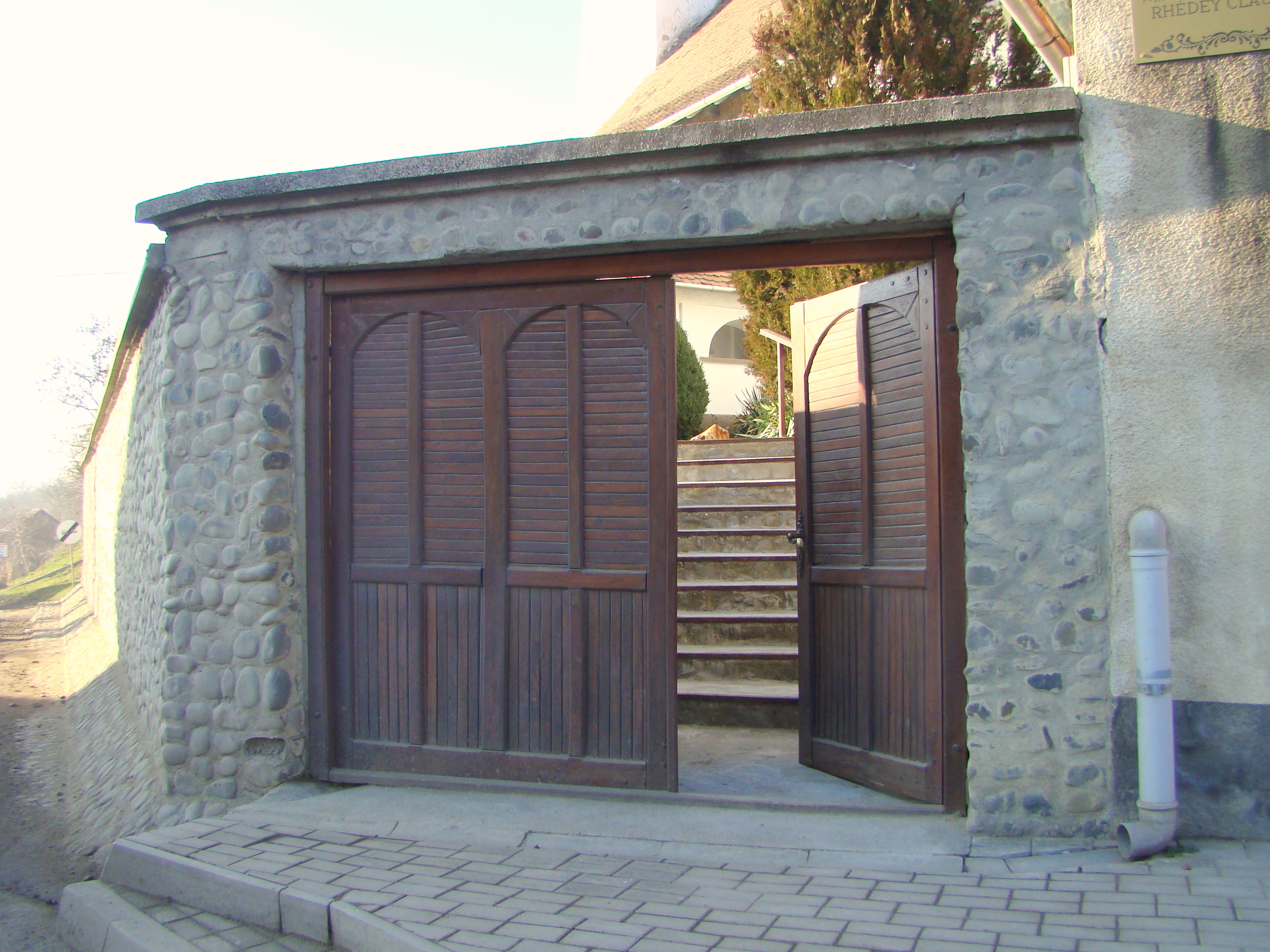
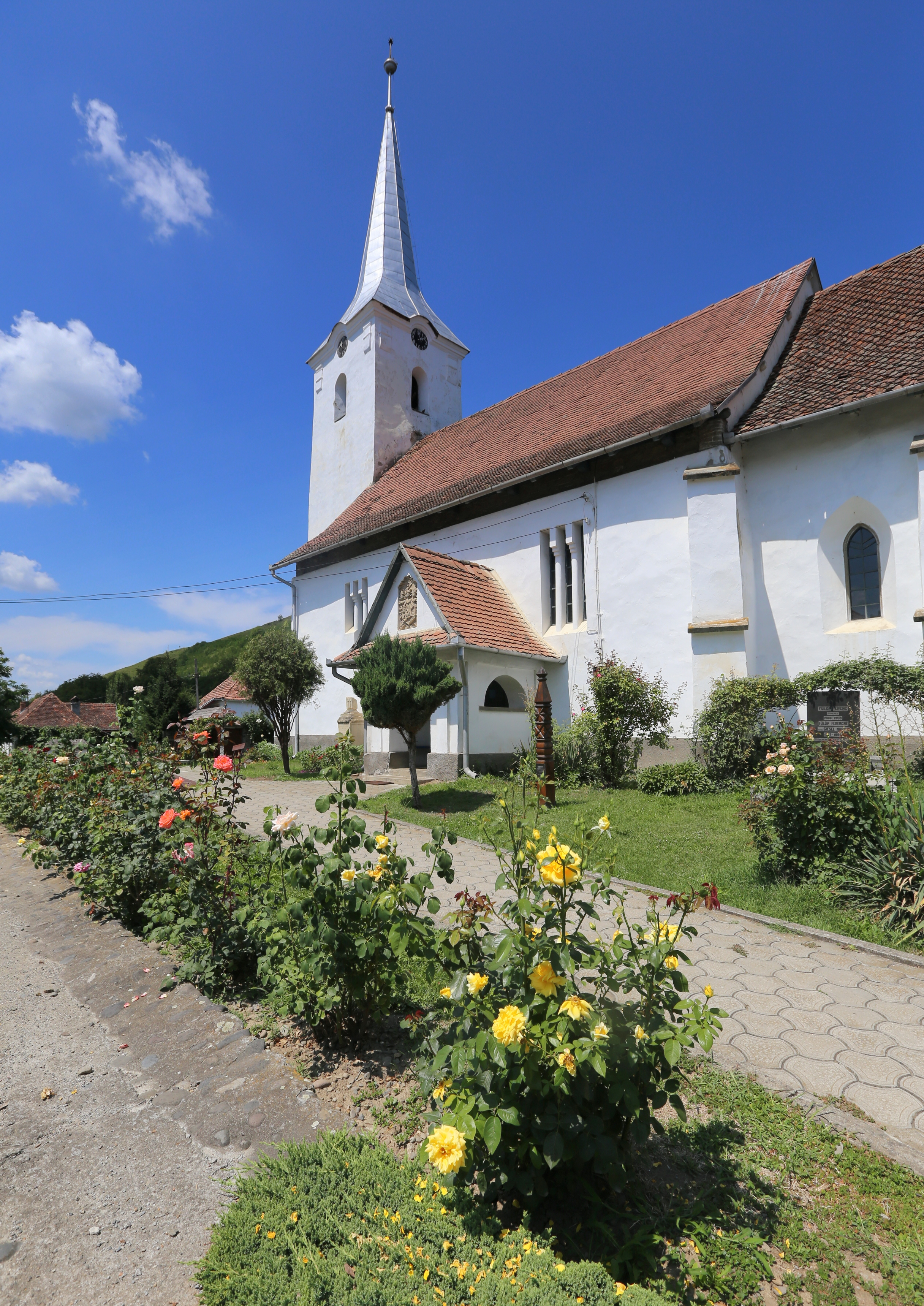
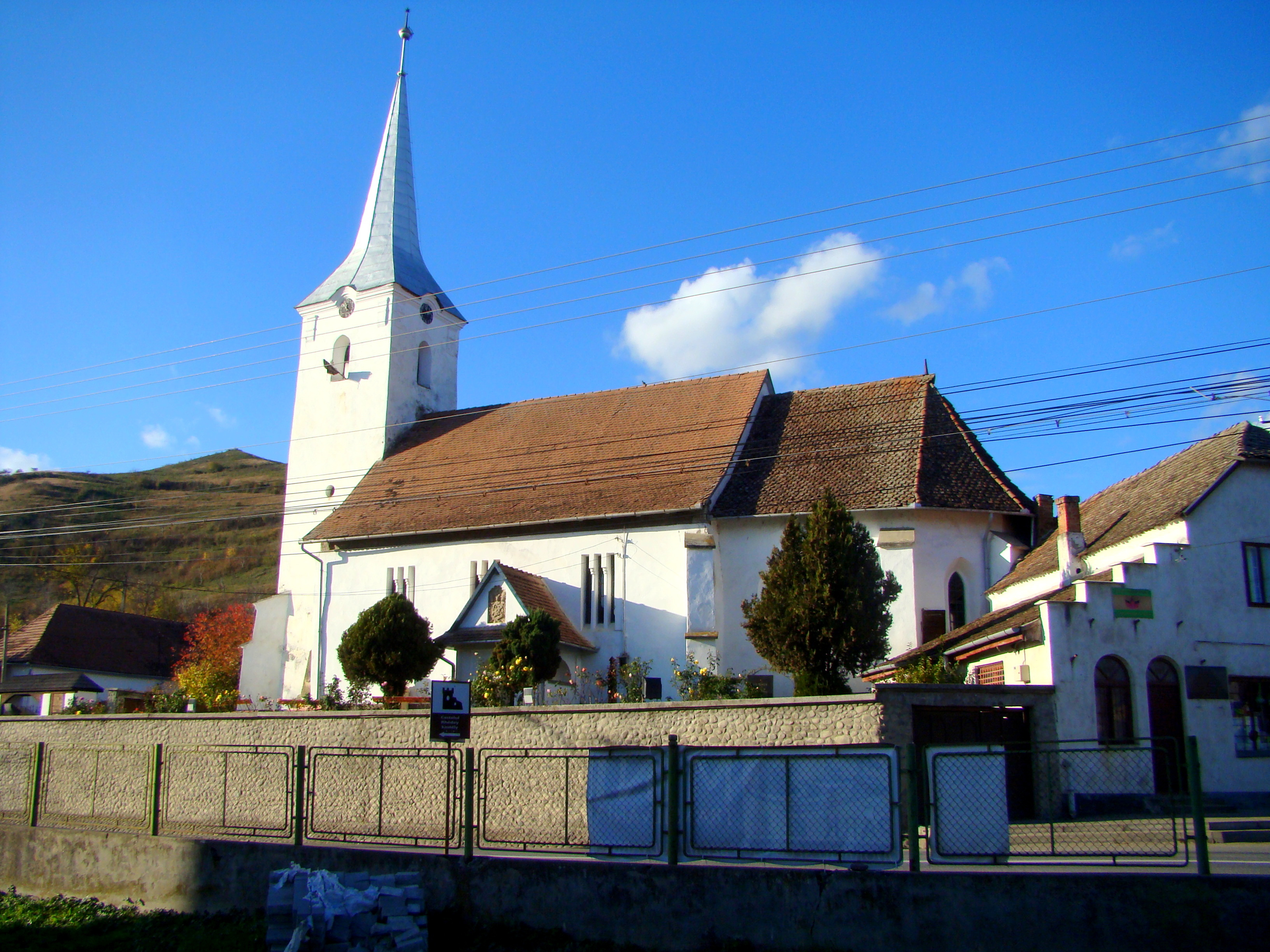

## Vezi și
- Sângeorgiu de Pădure

## Imagini din interior

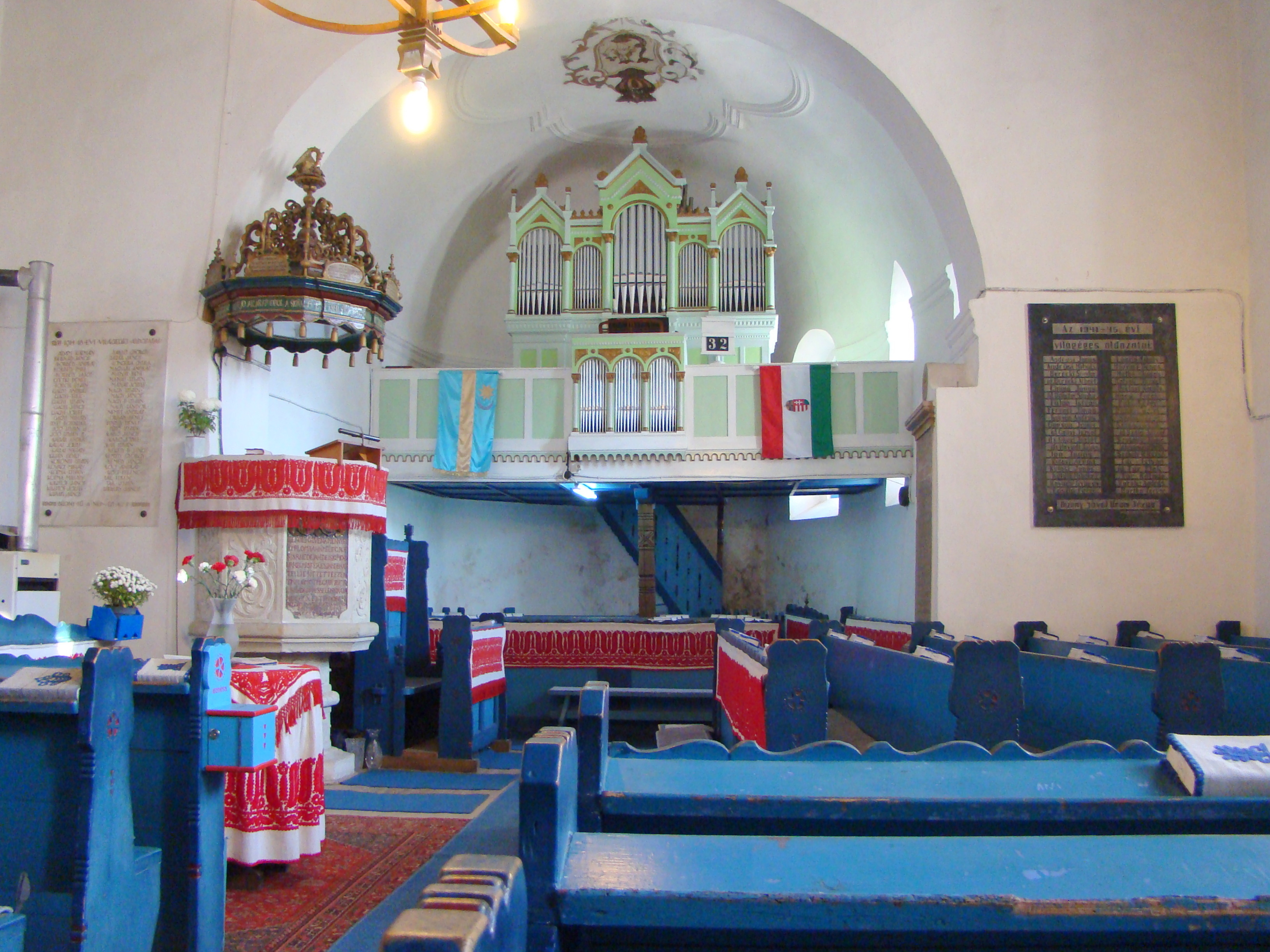
Biserica reformată din Sângeorgiu de Pădure, foto: noiembrie 2016.
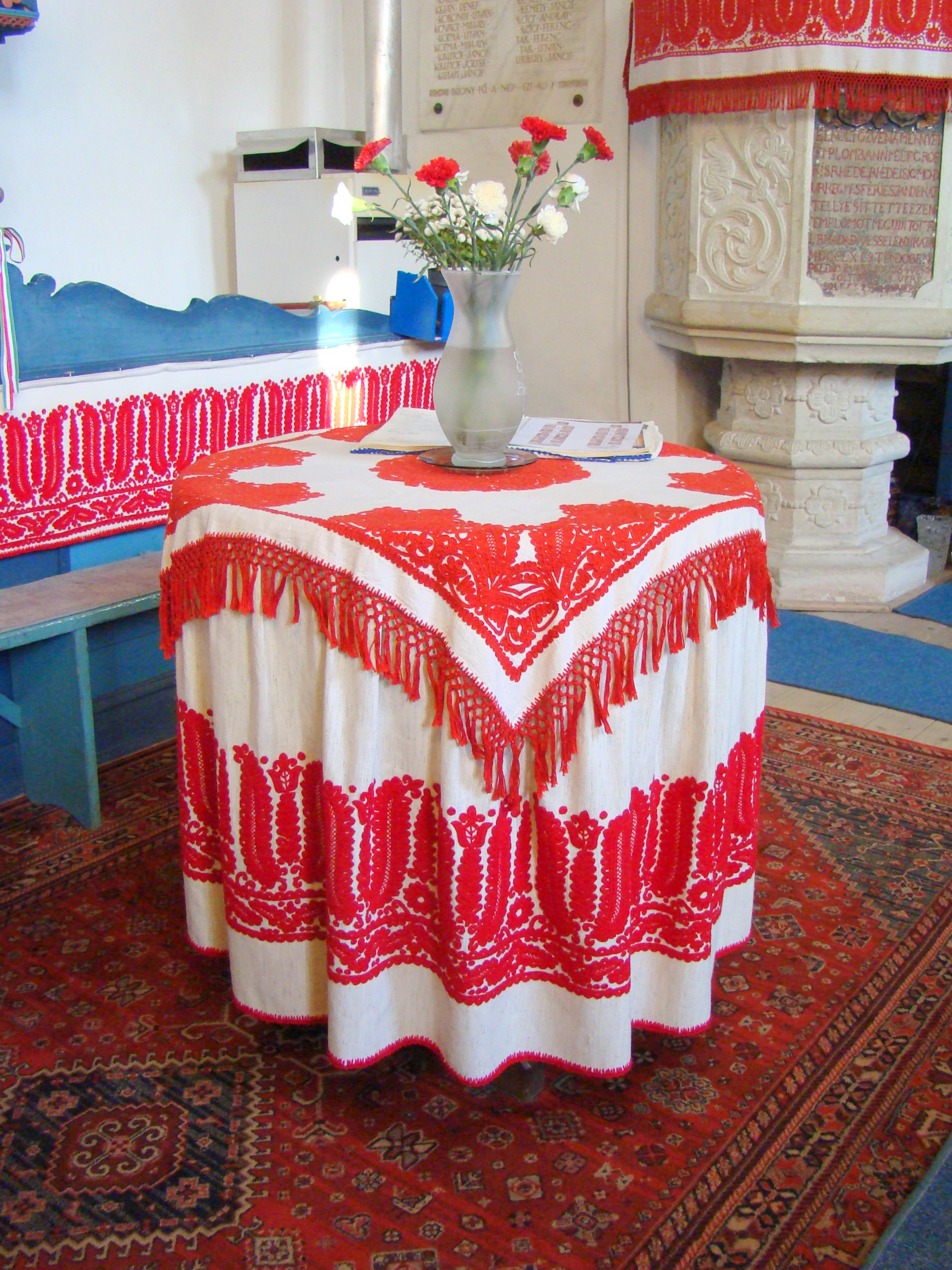
Masa Domnului
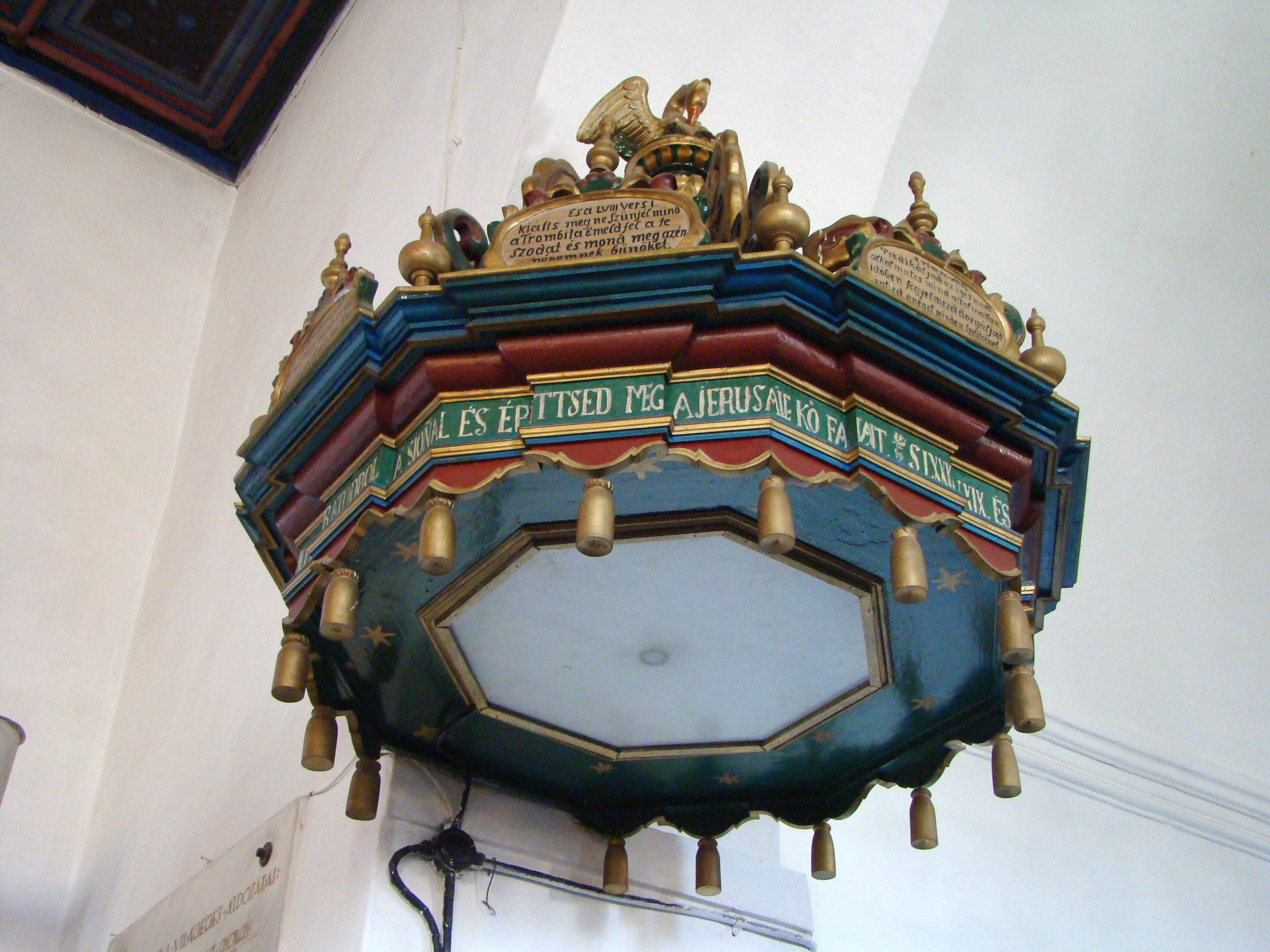
Coroana amvonului
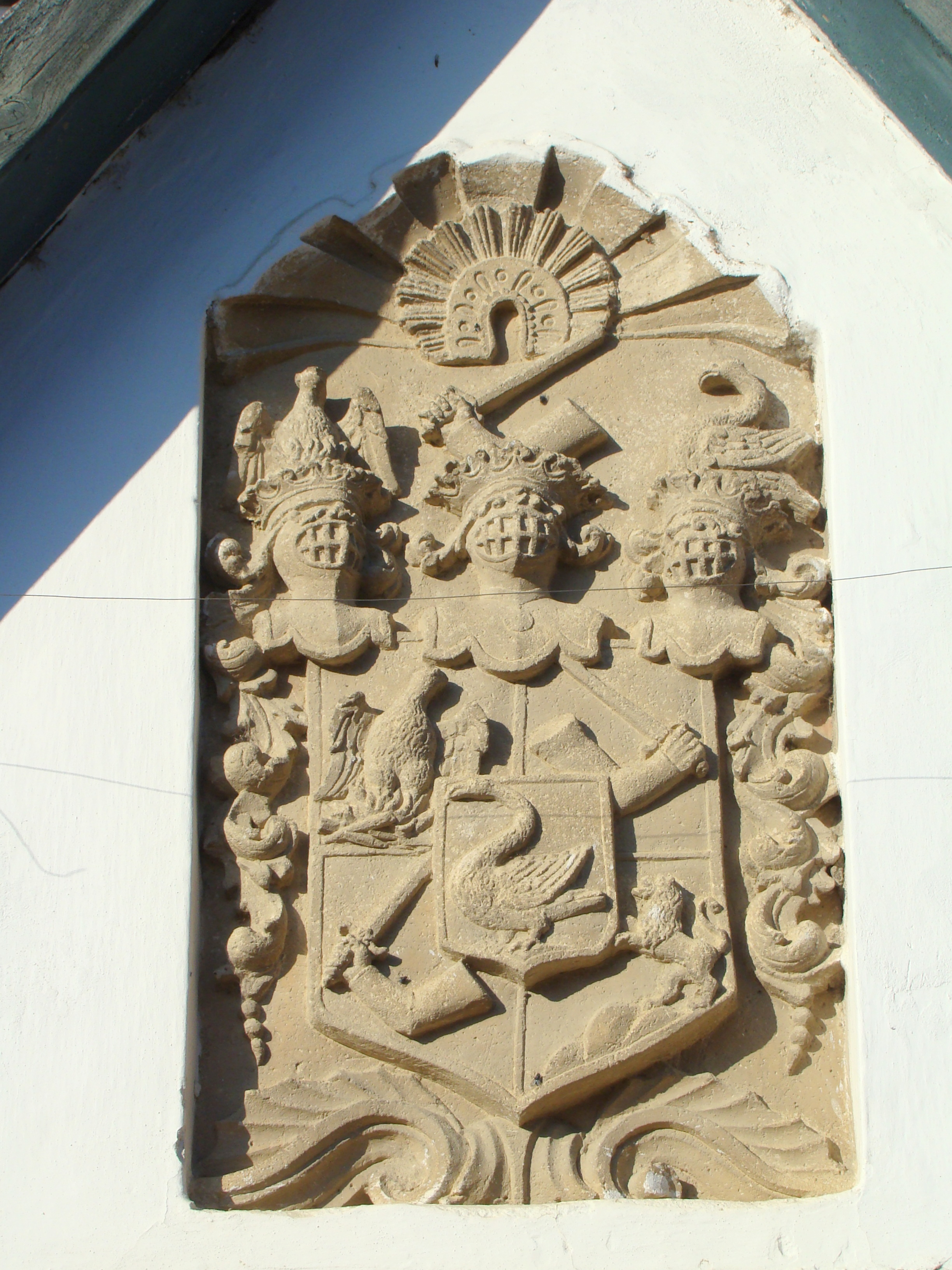
Blazonul familiei nobiliare Rhédey deasupra intrării laterale
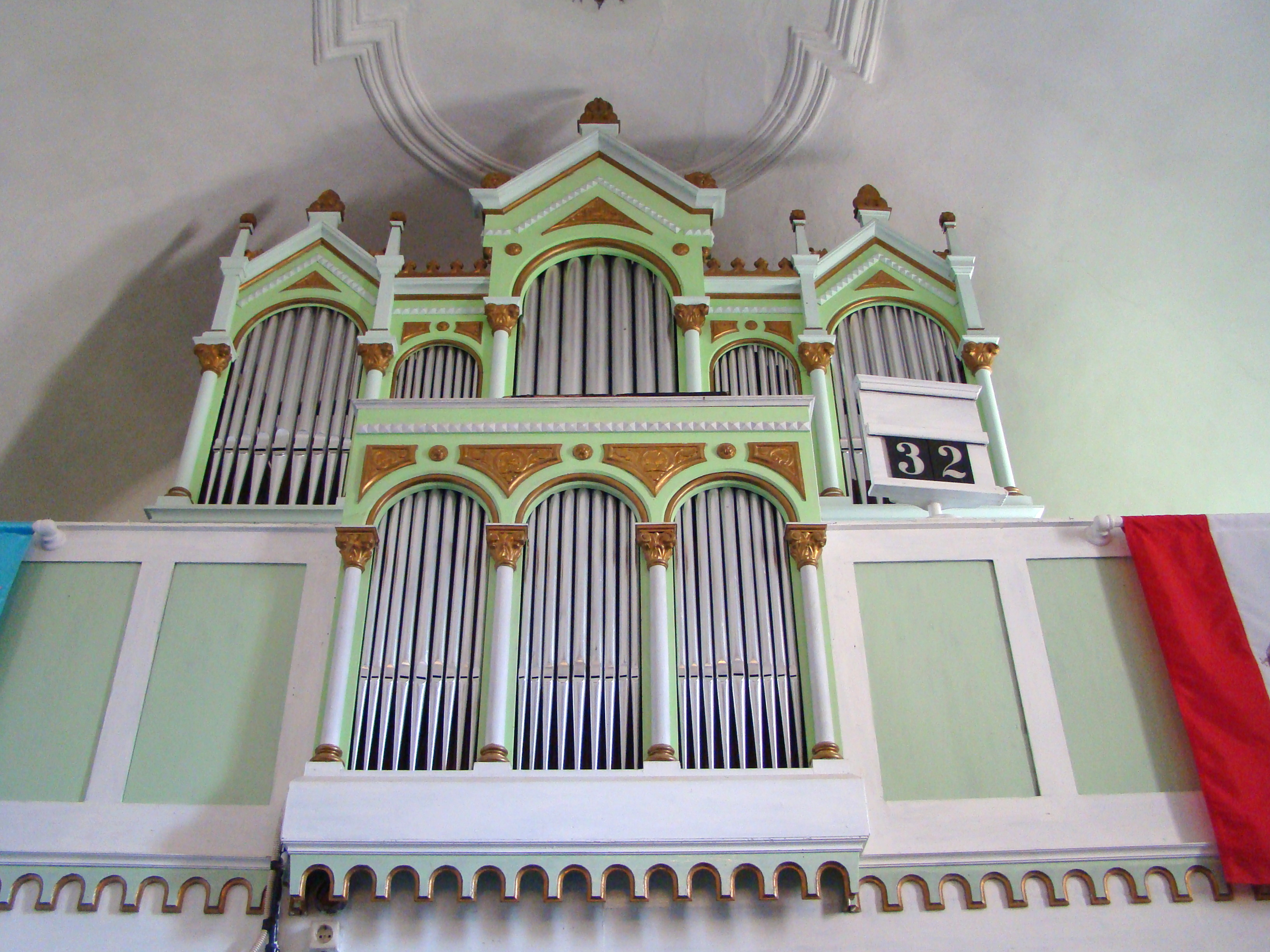
Orga
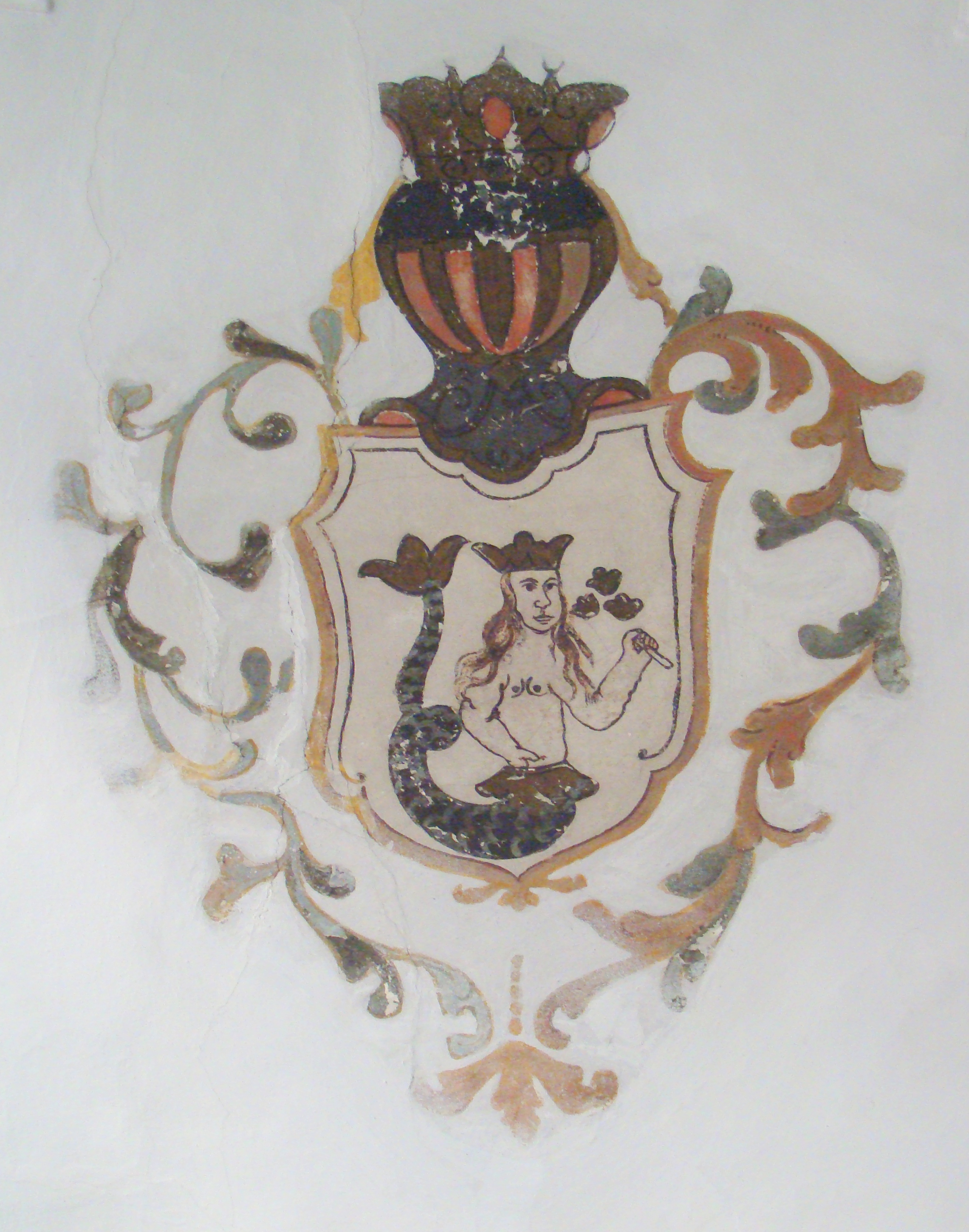
Blazonul familiei nobiliare Wesselényi
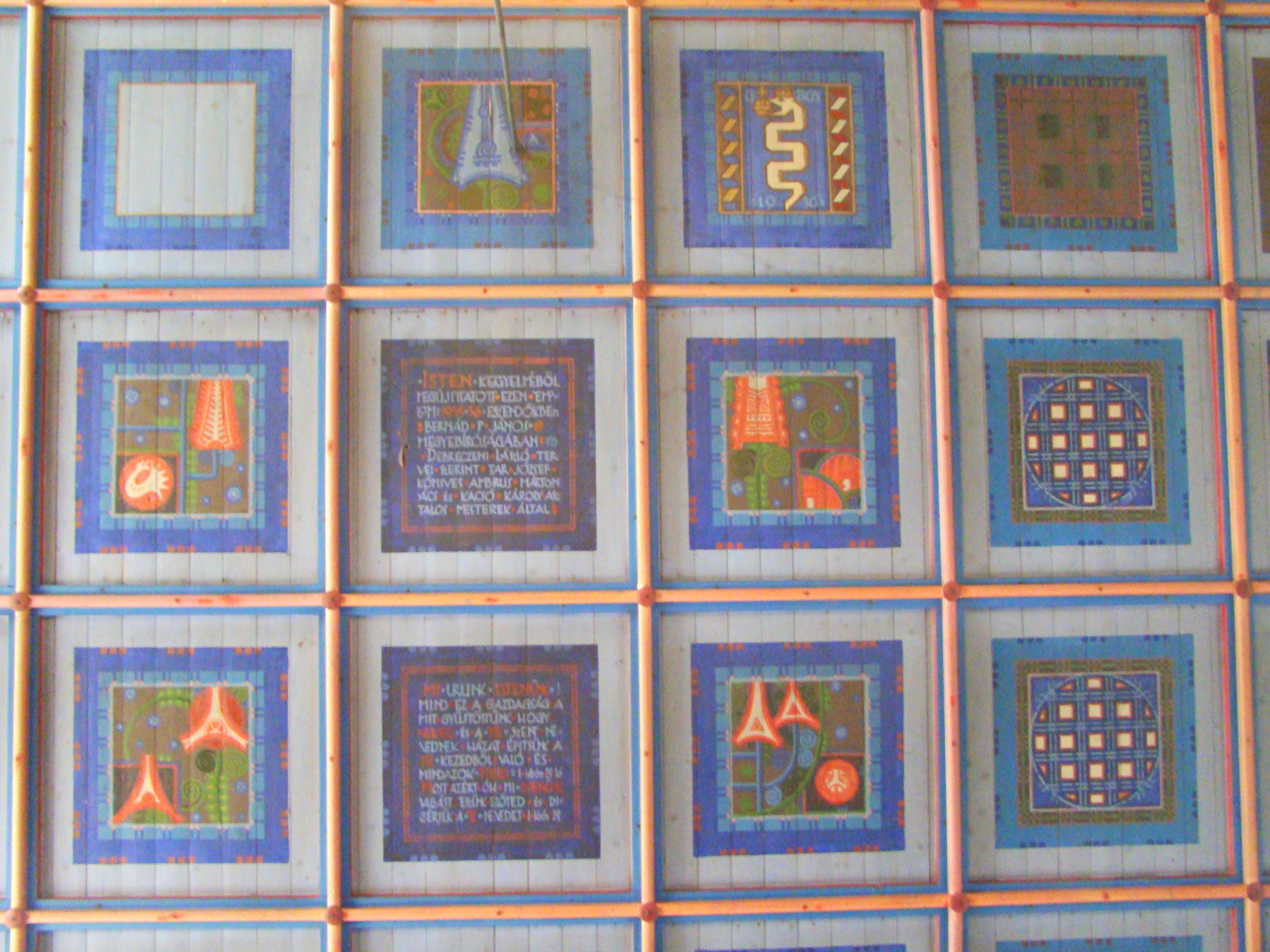
Tavanul casetat
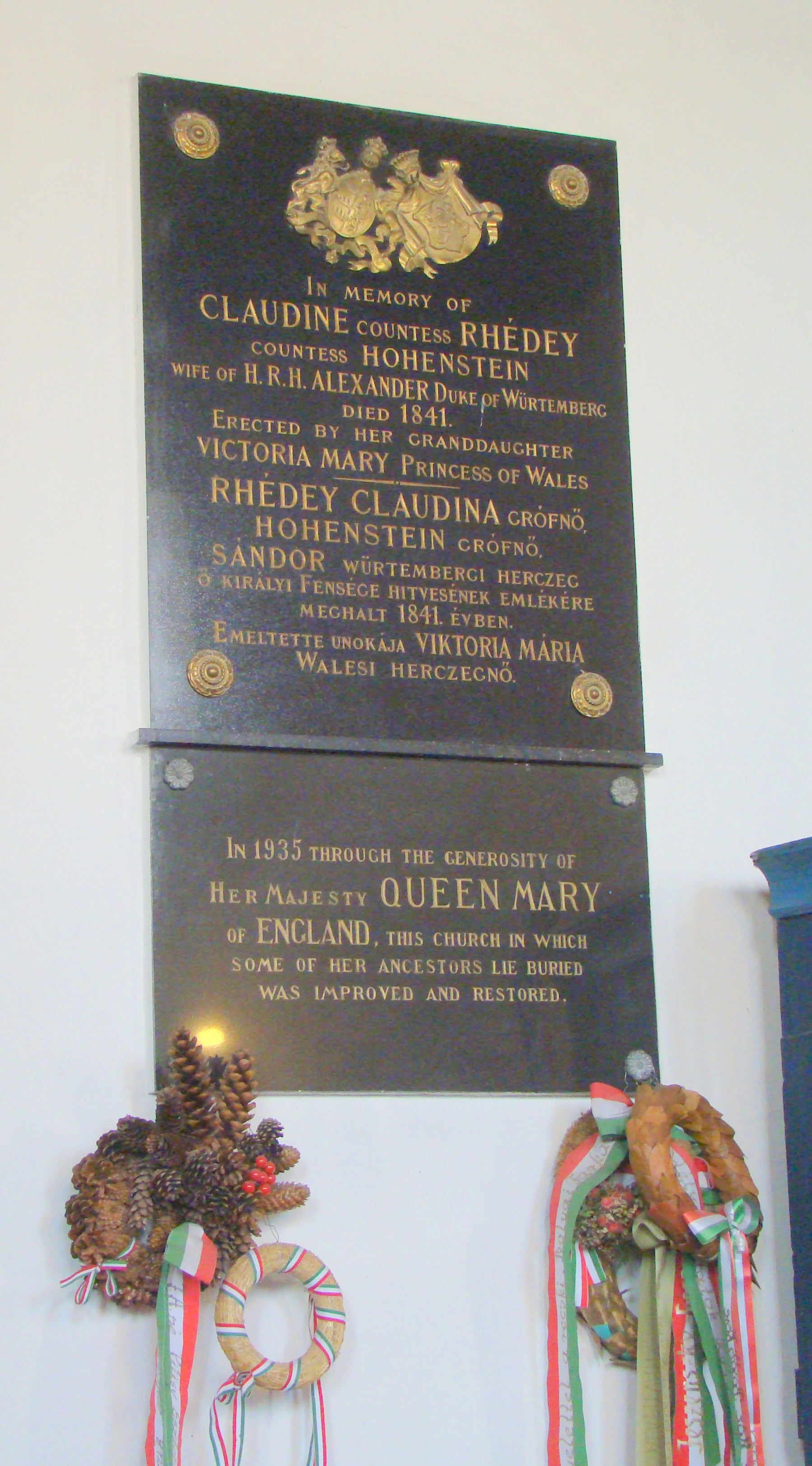
Cele două plăci de marmură neagră trimise de casa regală britanică
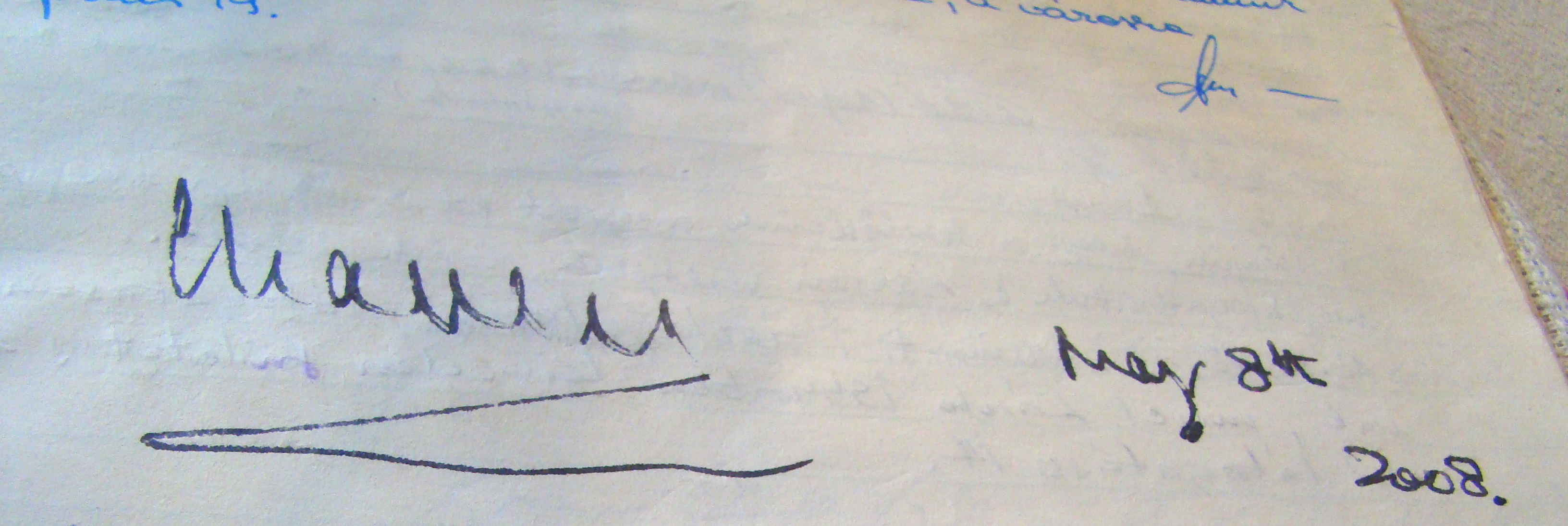
Semnătura lui Charles, Prinț de Wales în cartea de oaspeţi a bisericii
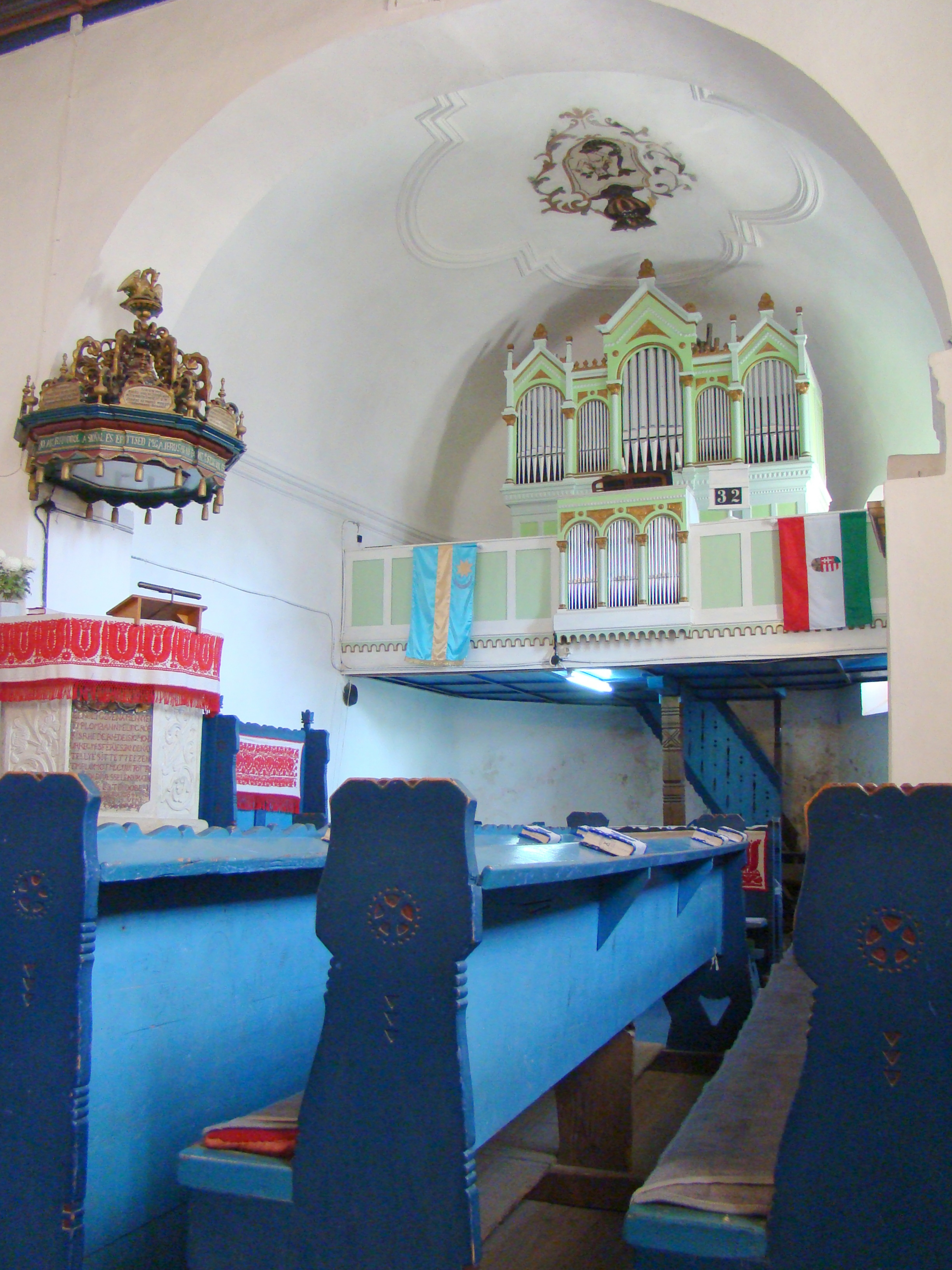
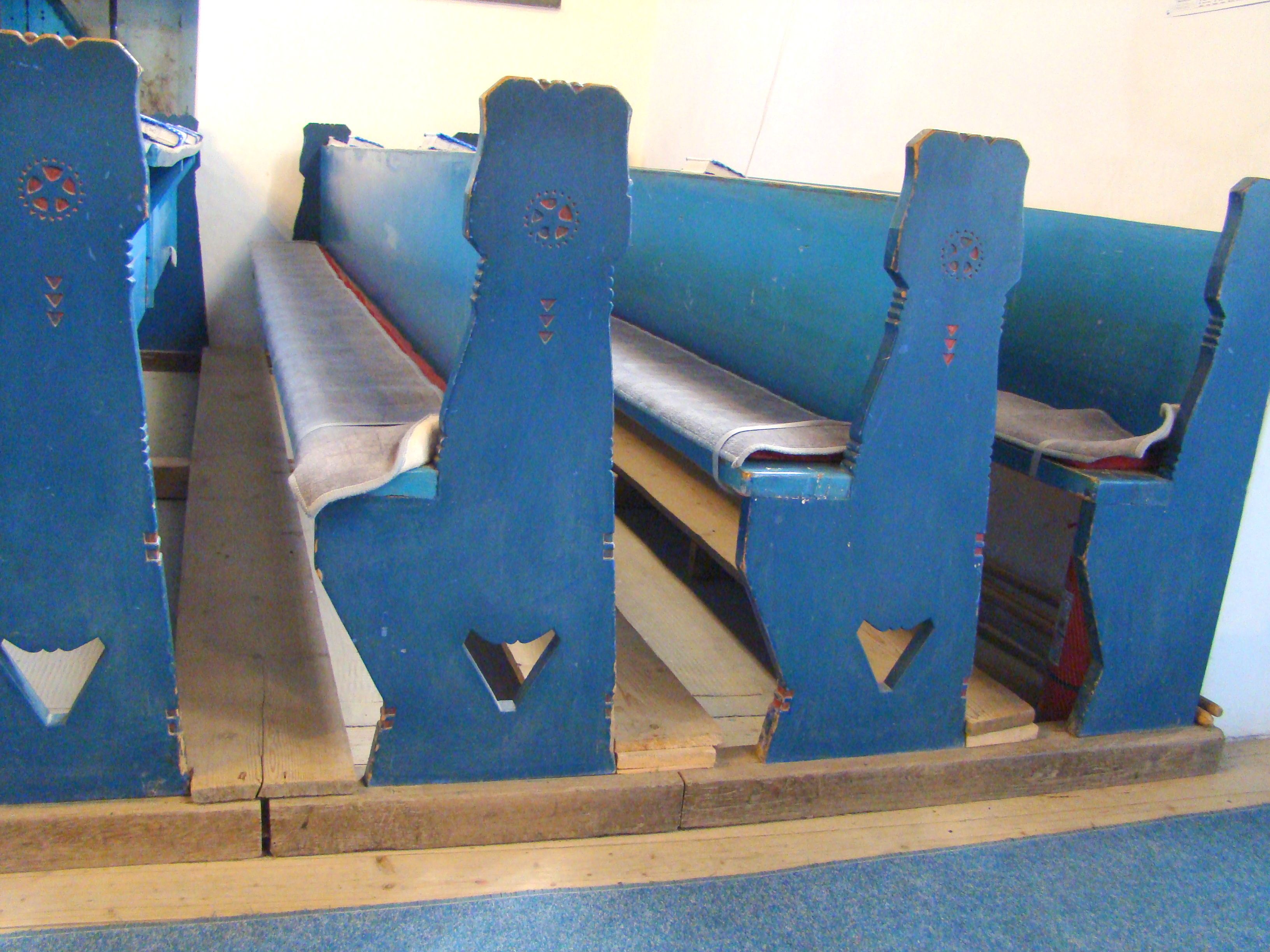
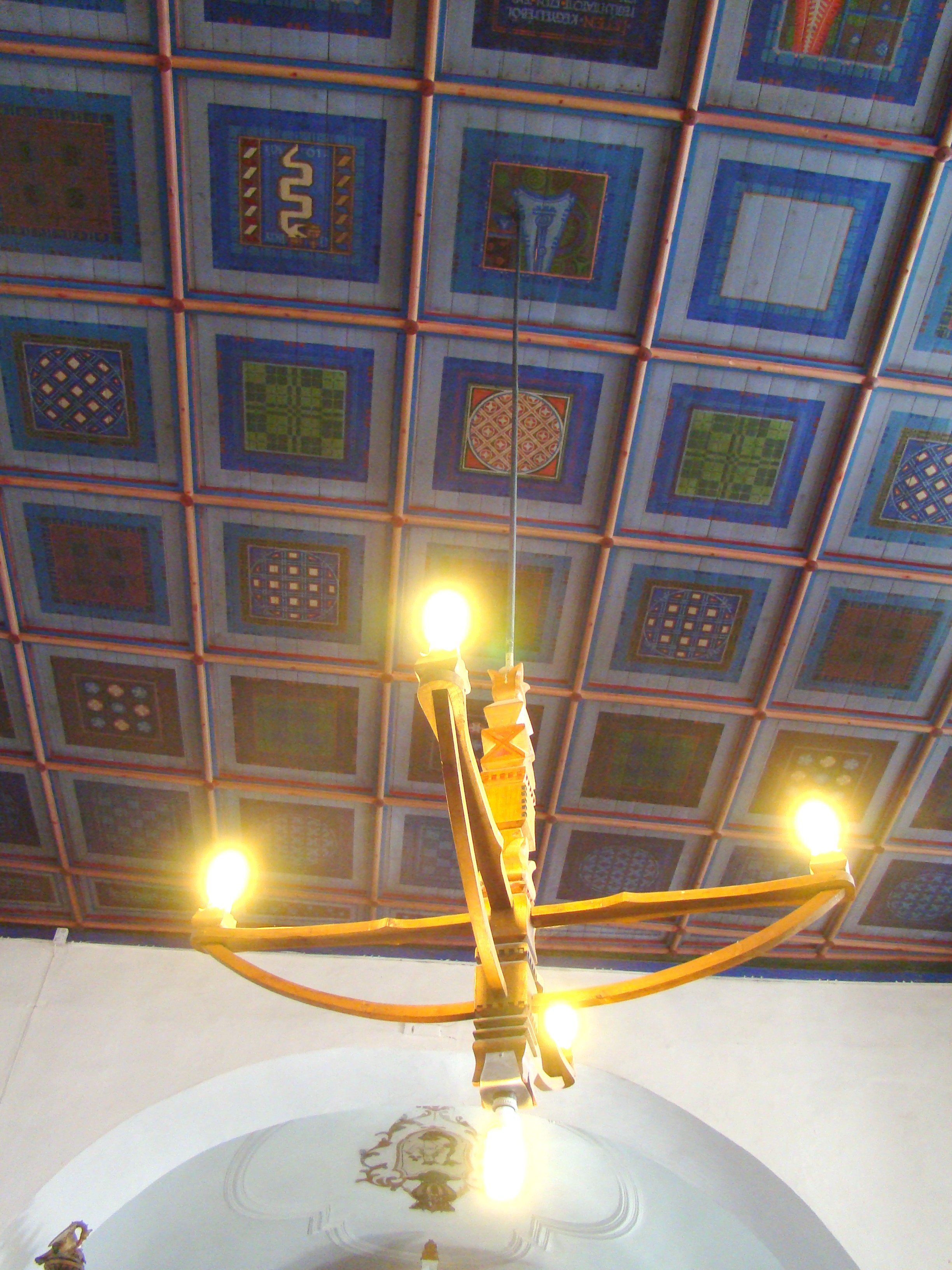
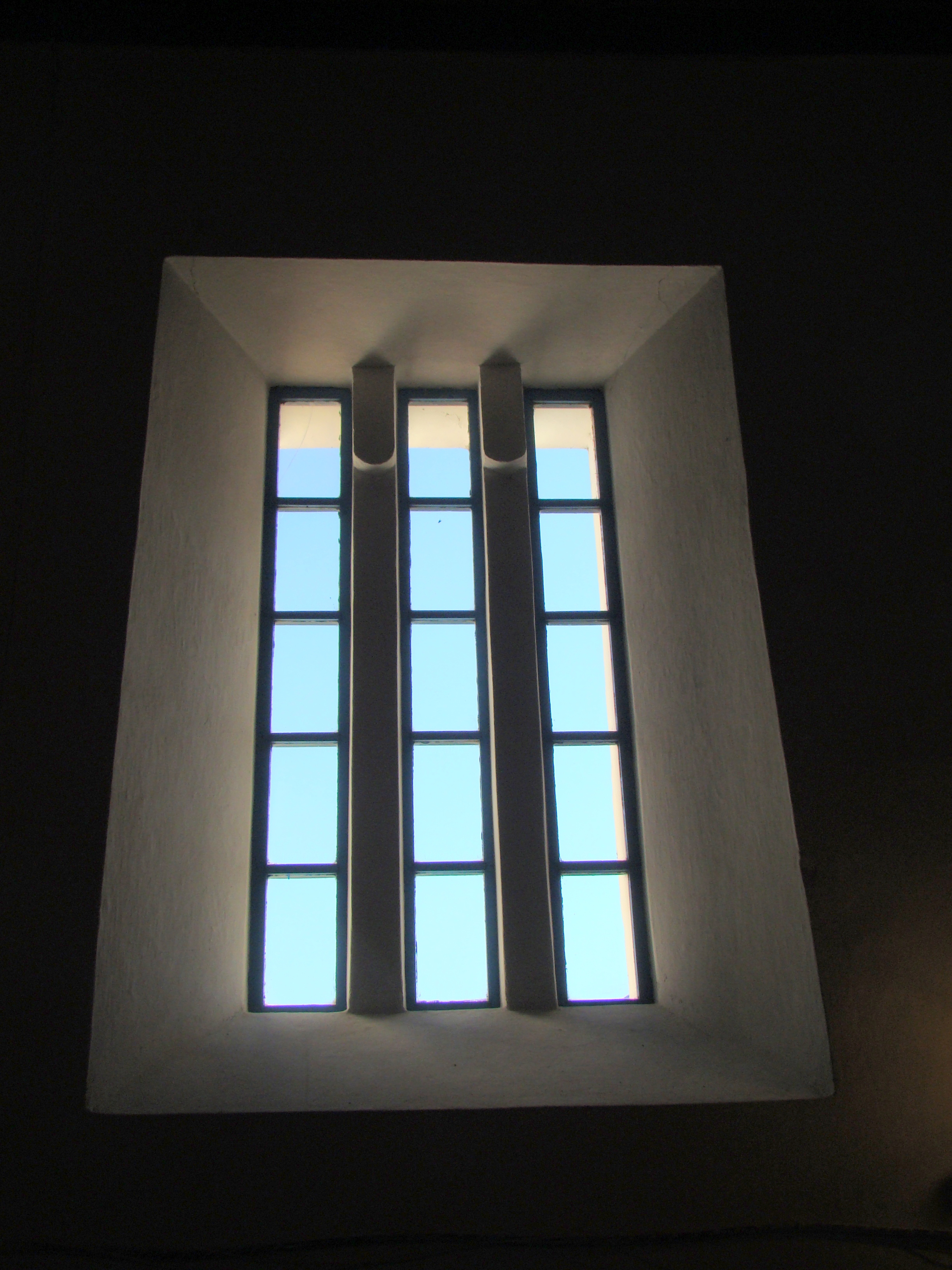
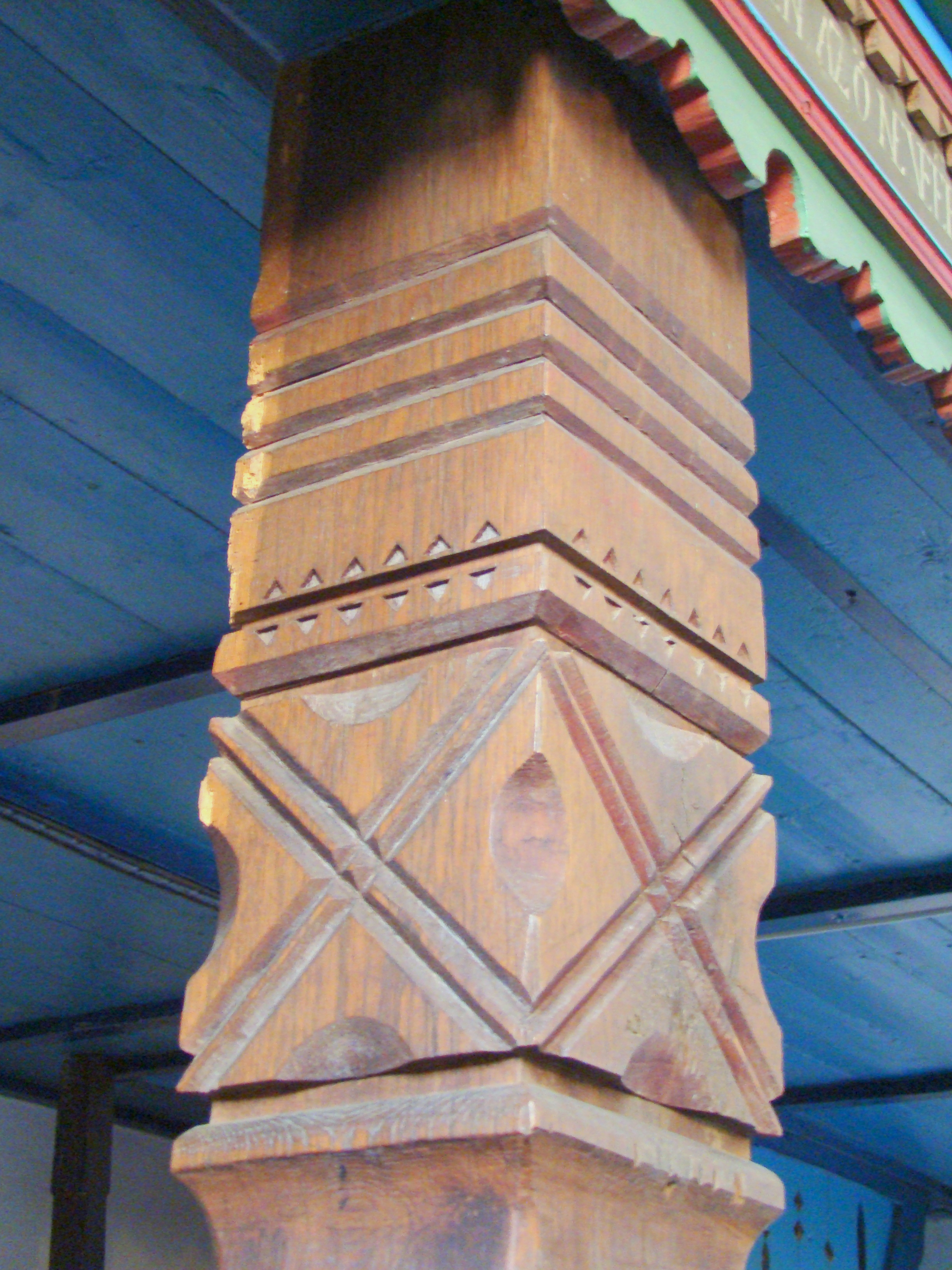
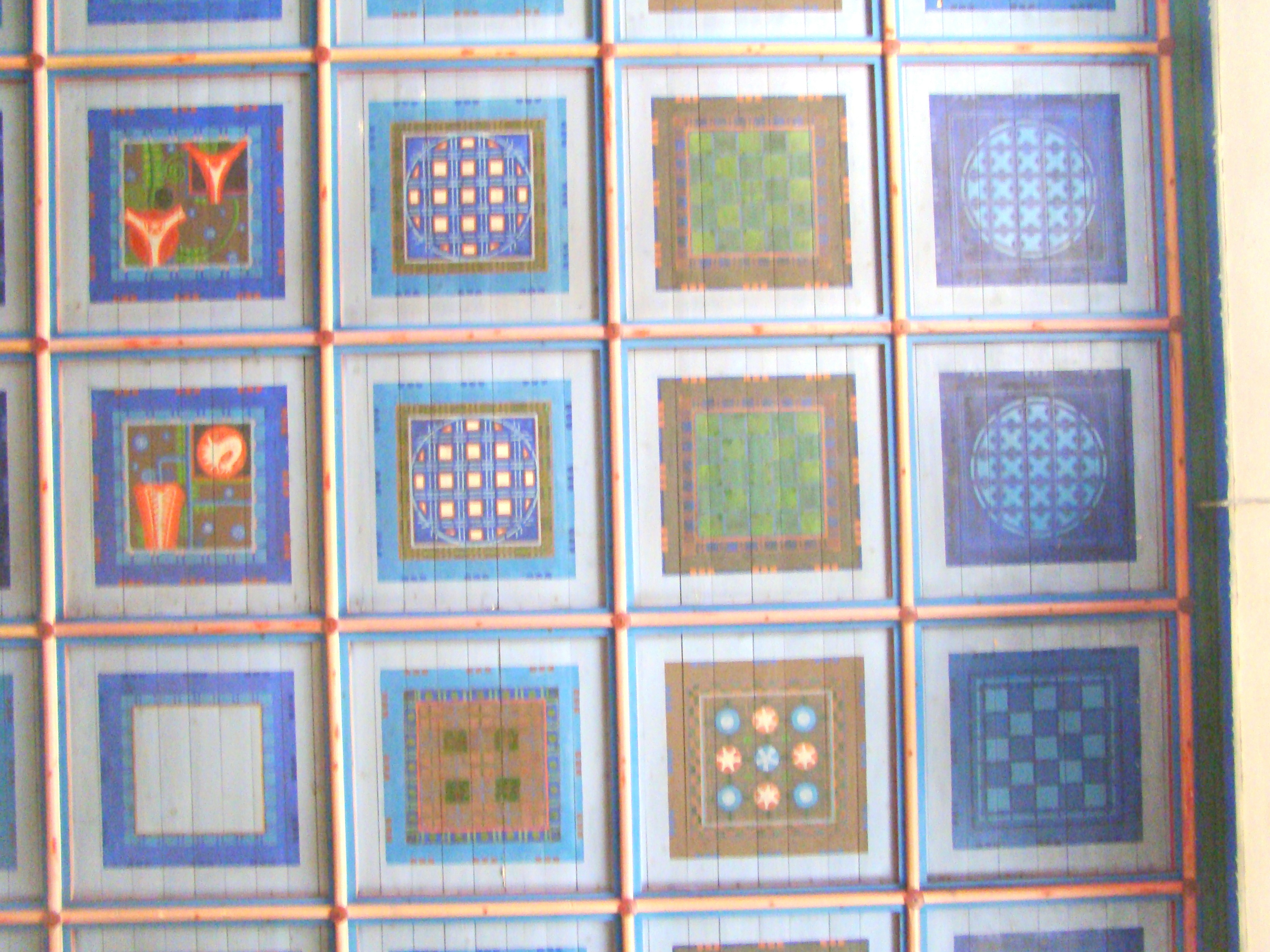
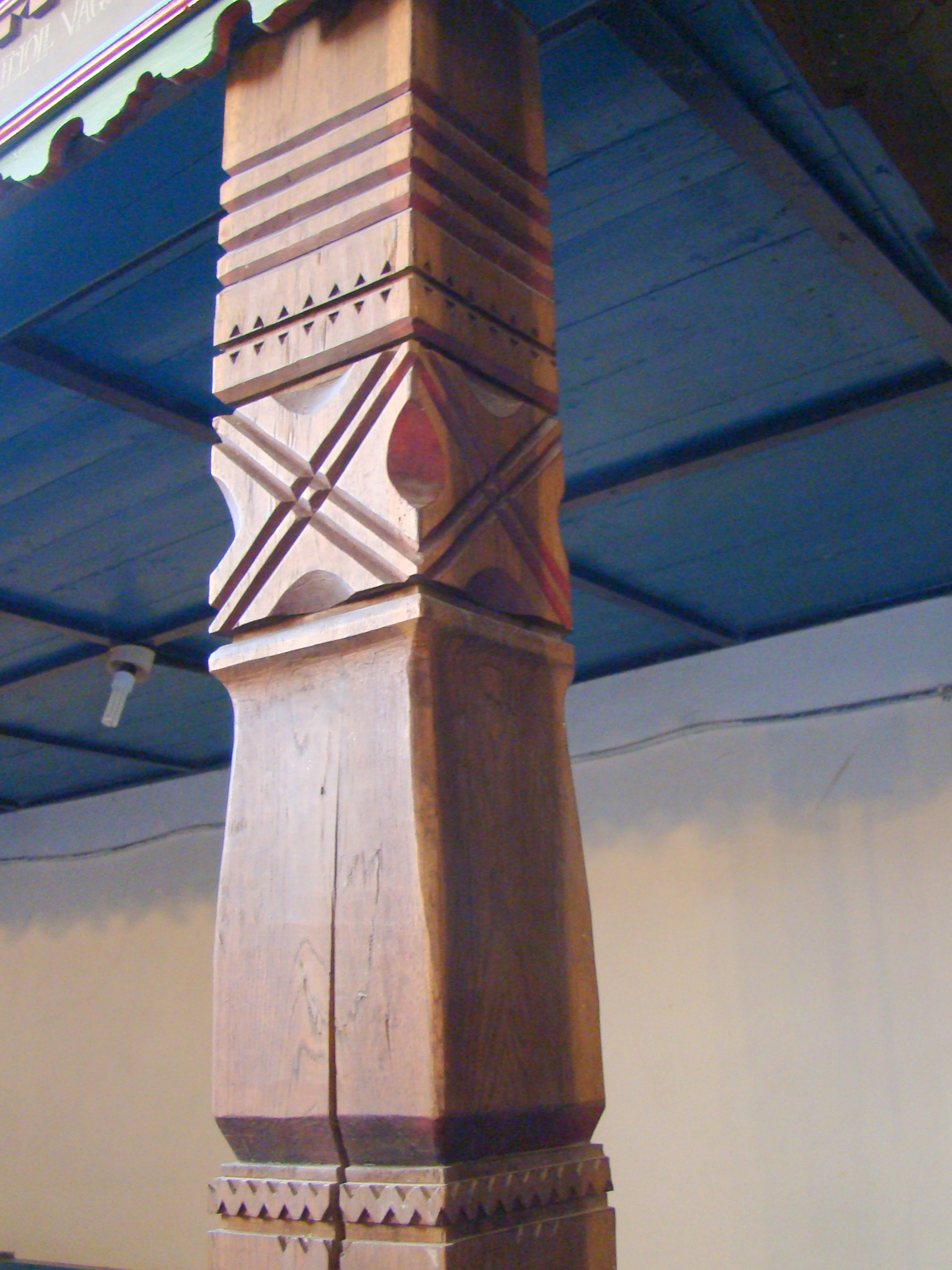
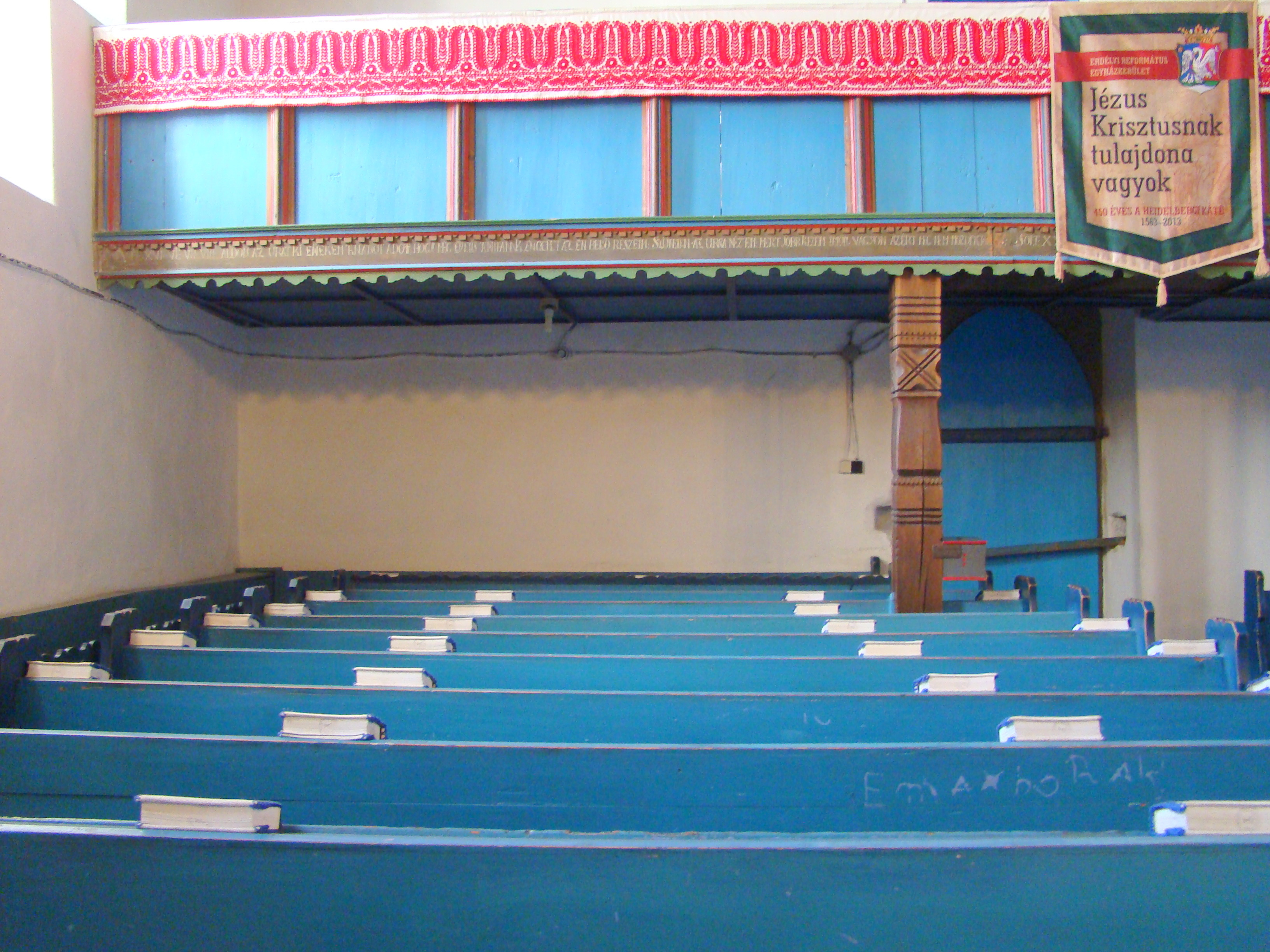
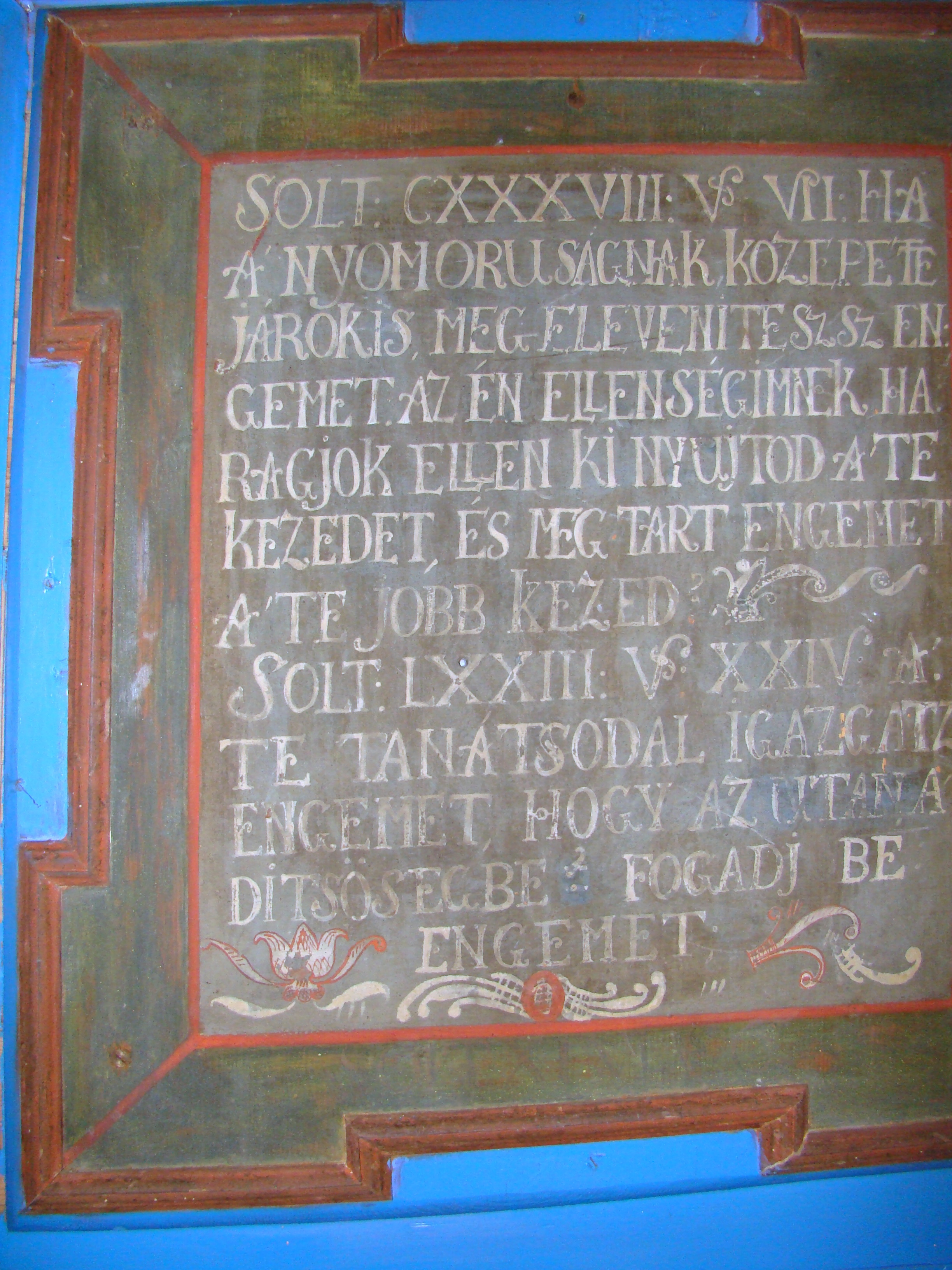
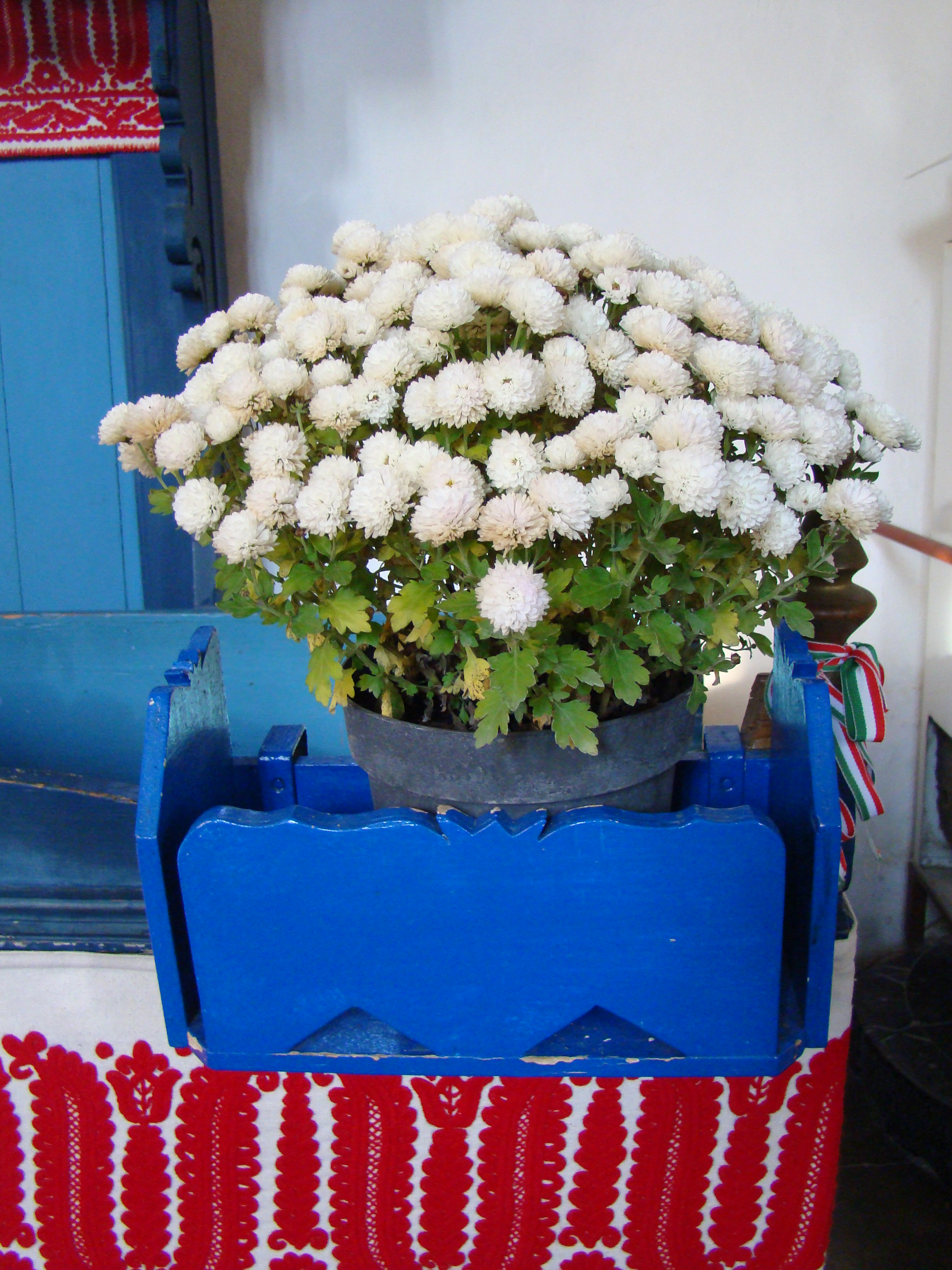
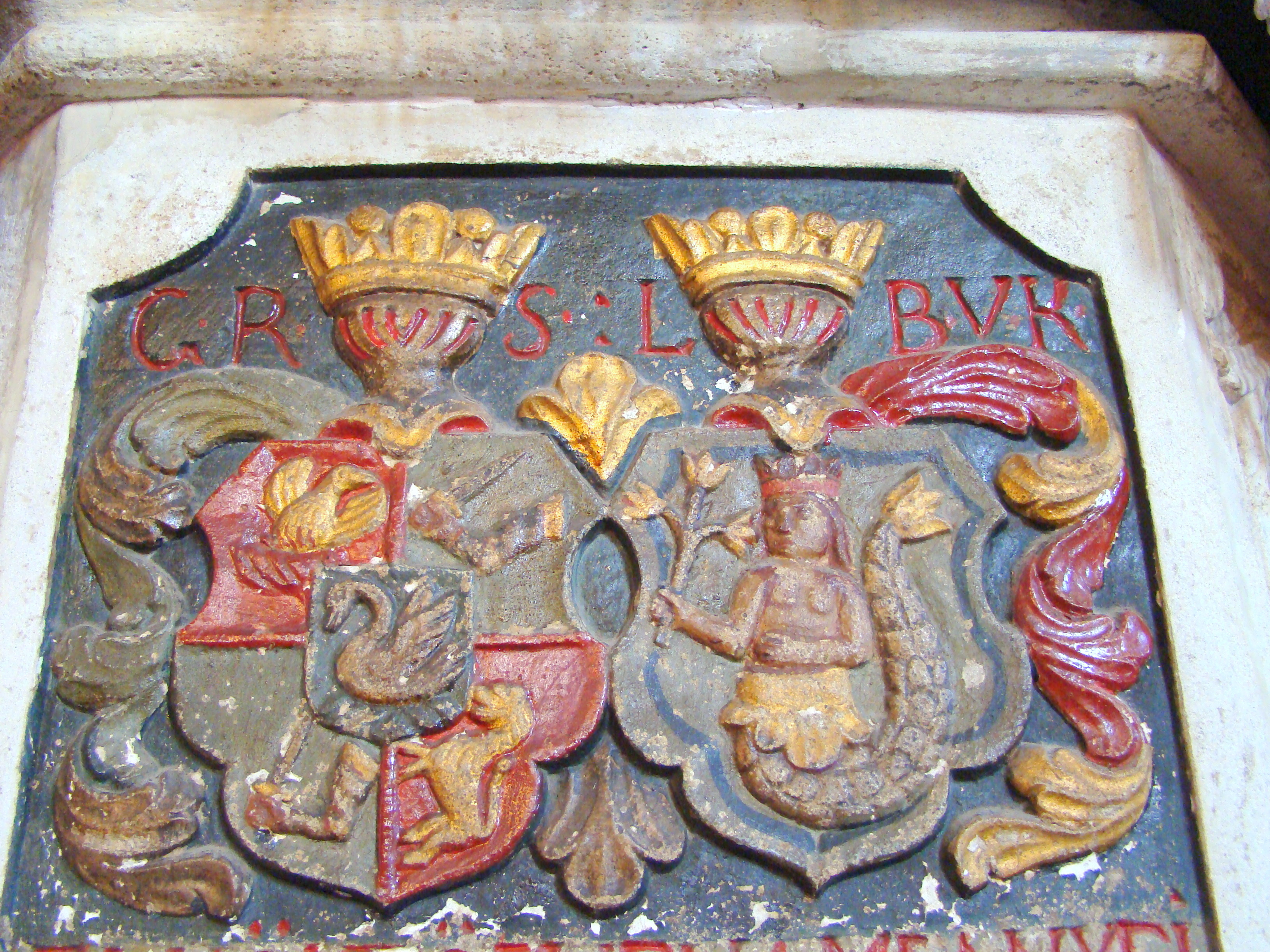
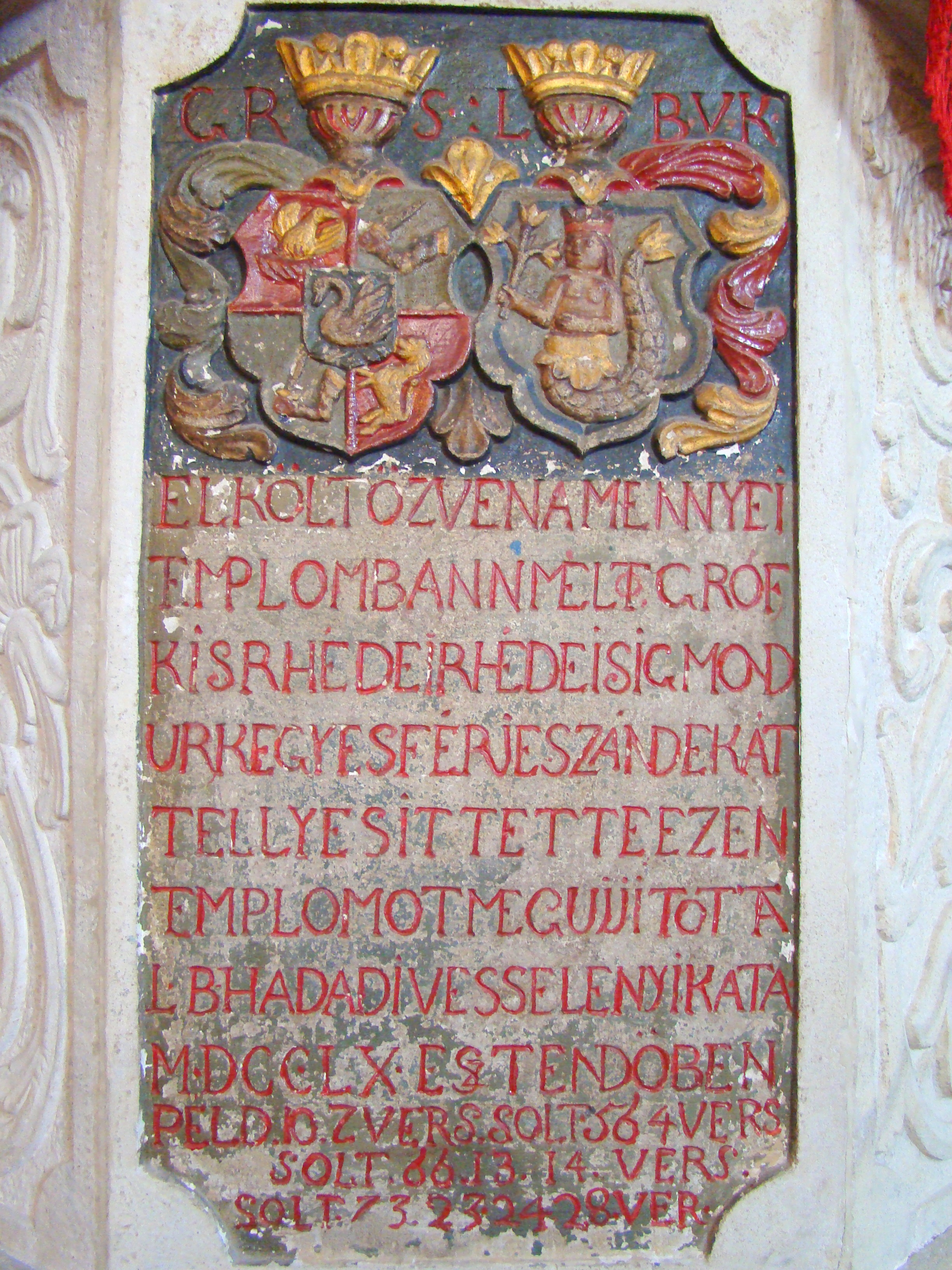
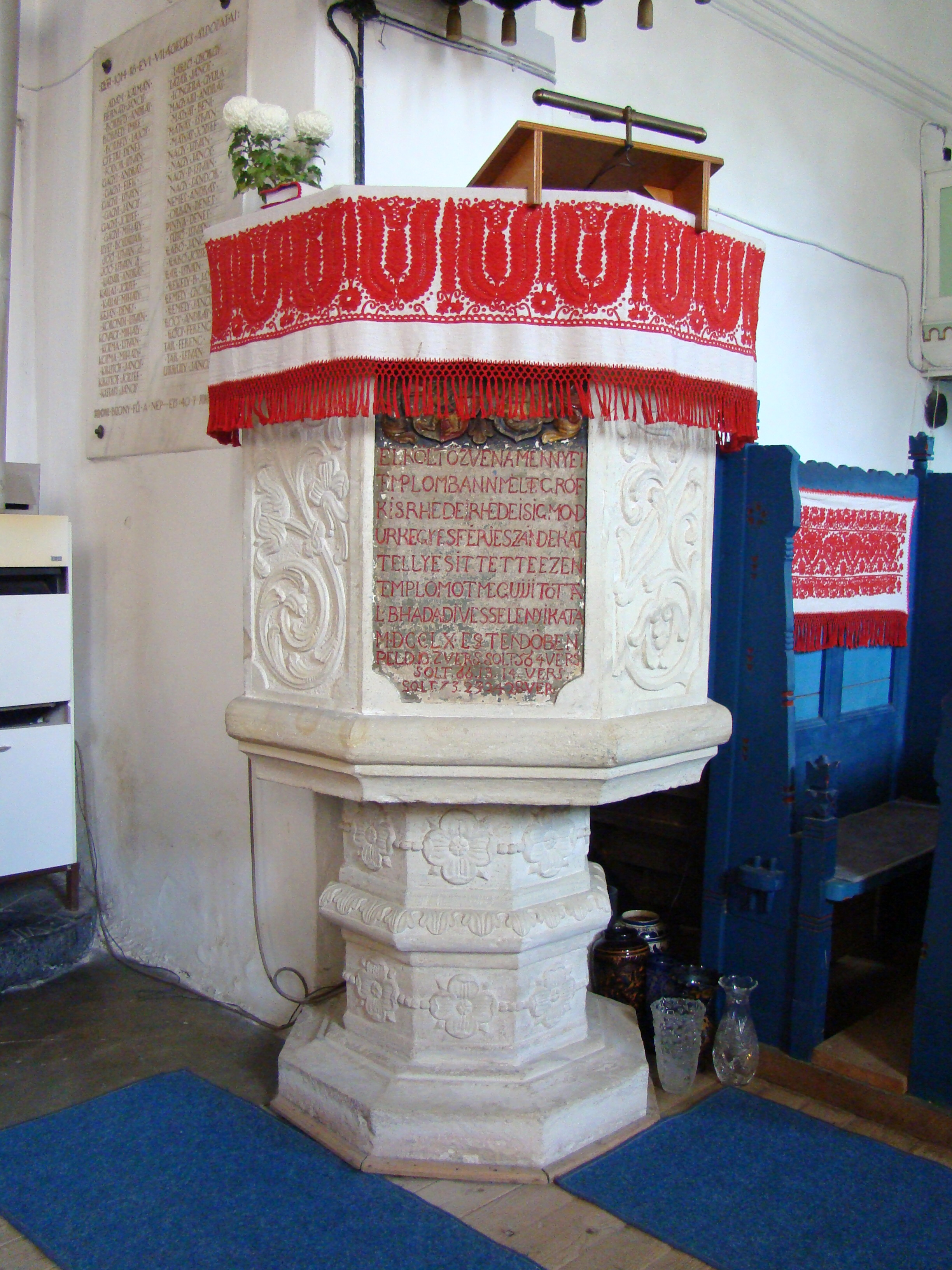
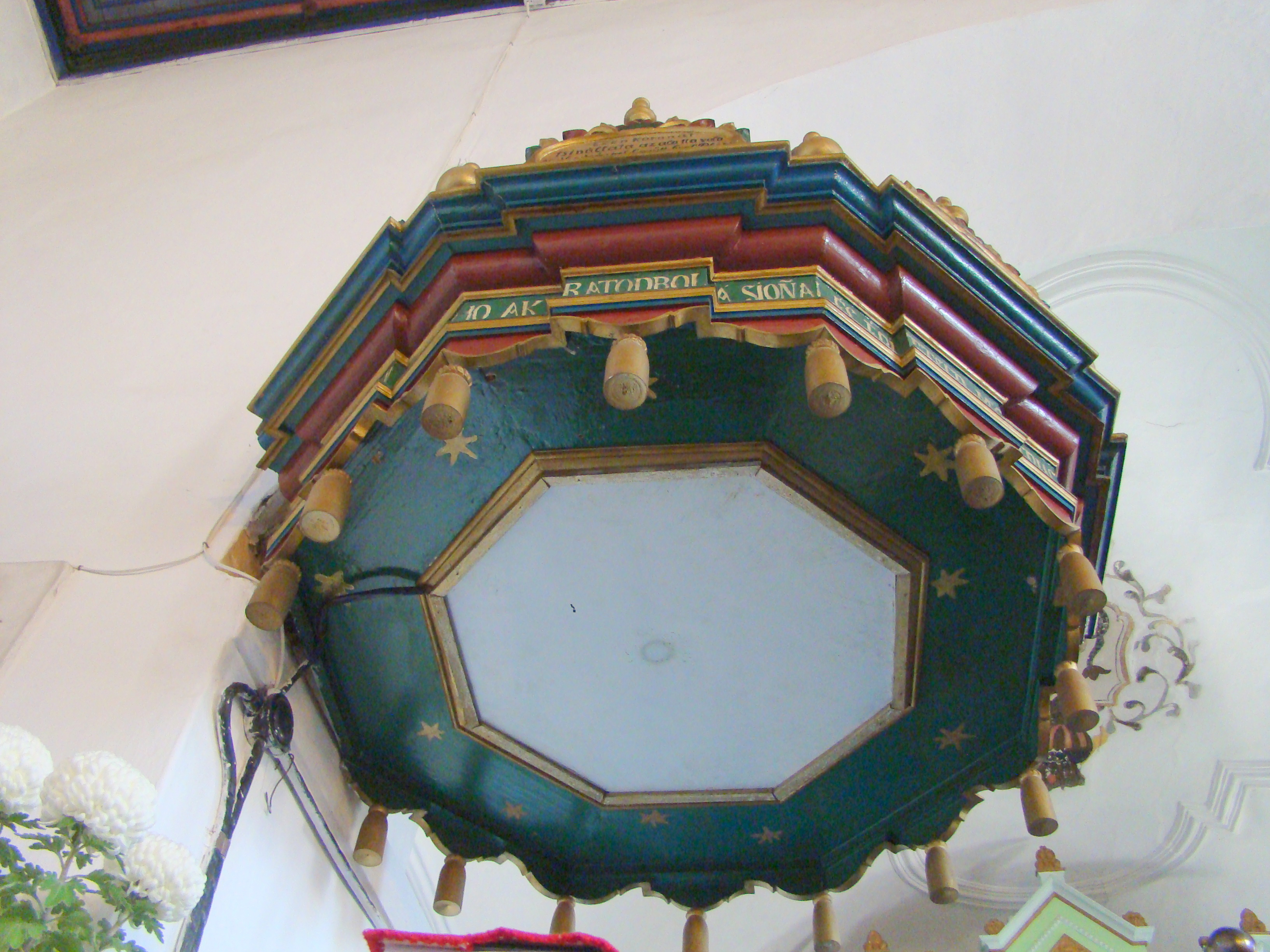
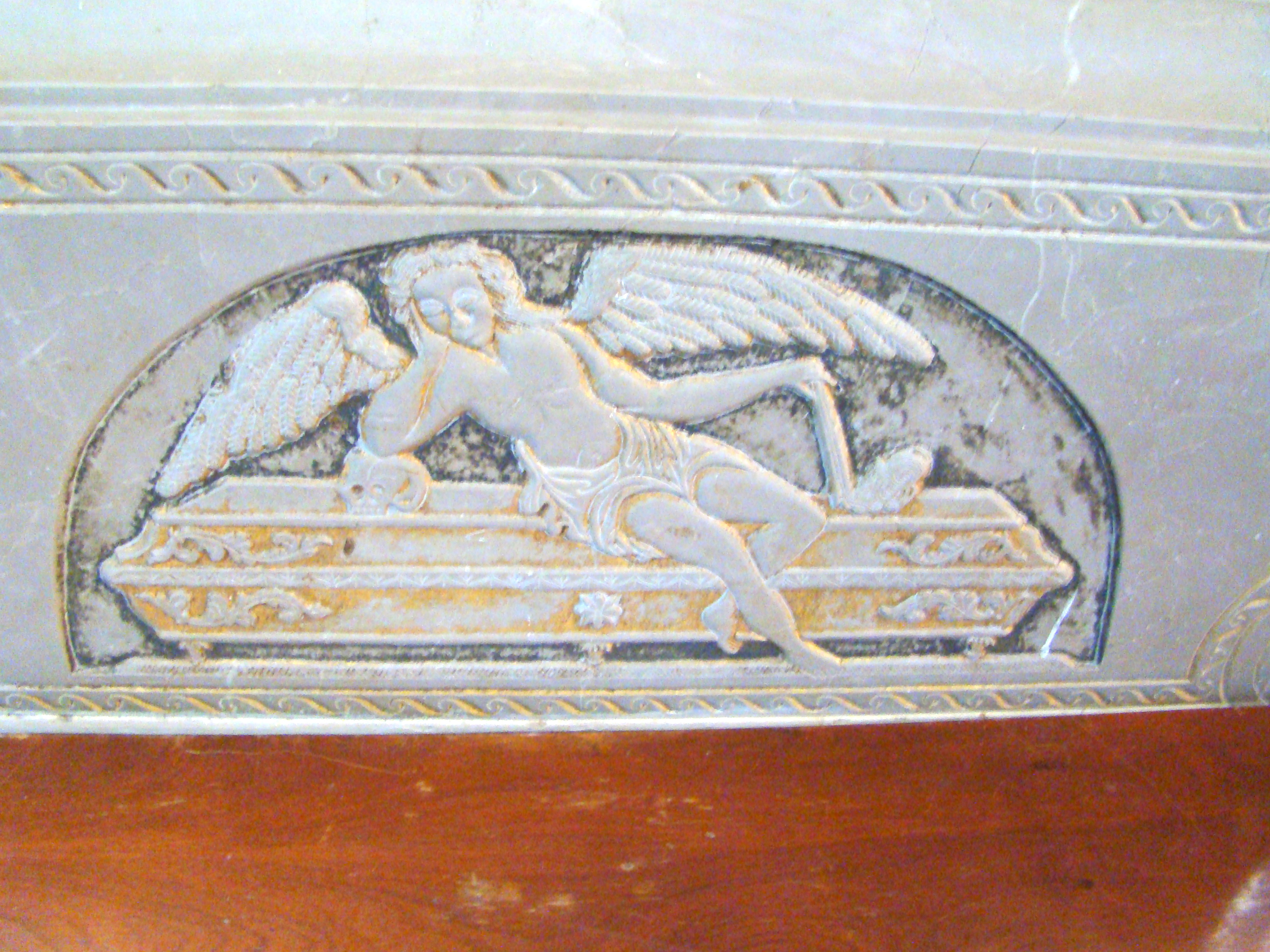
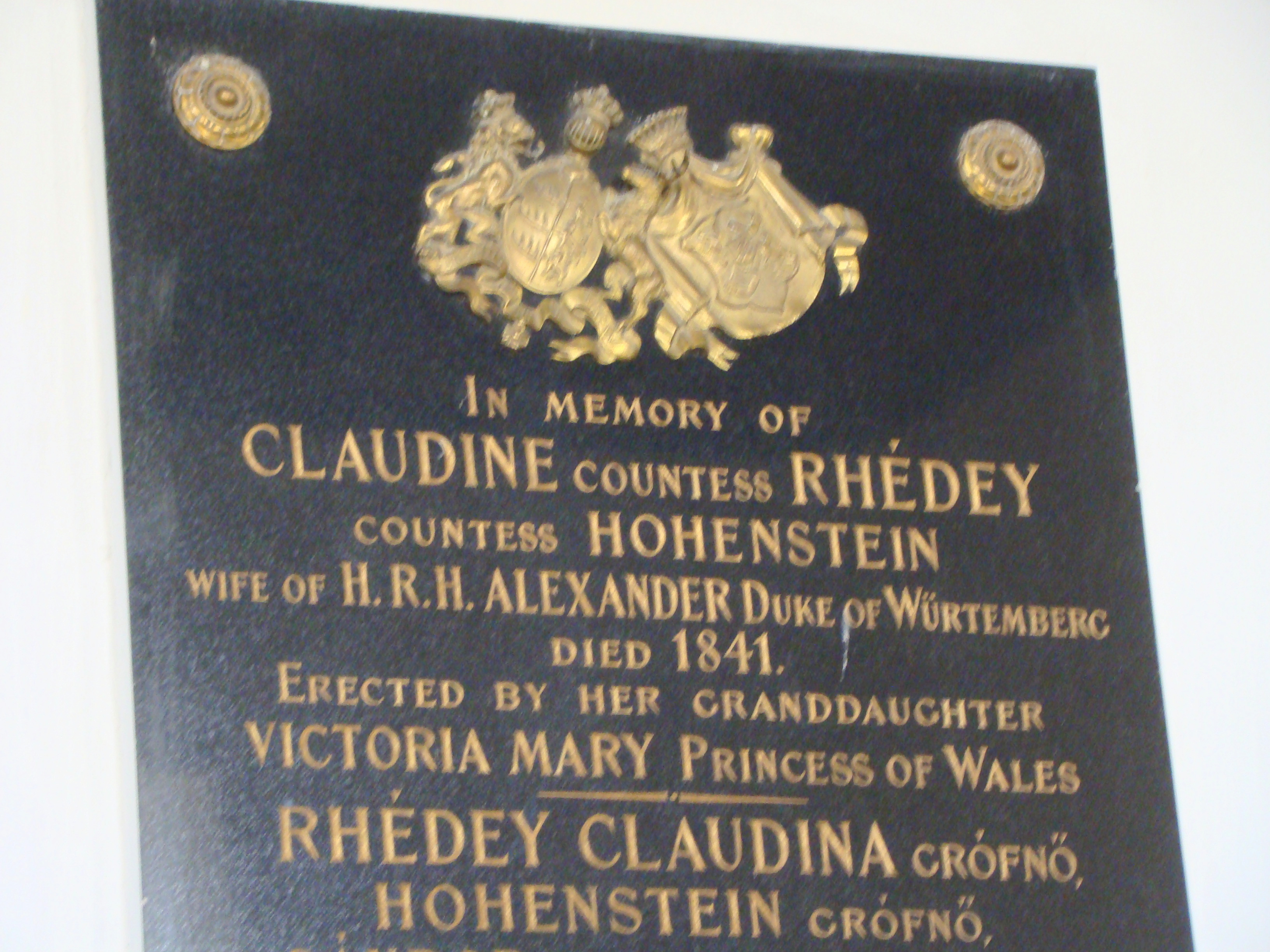
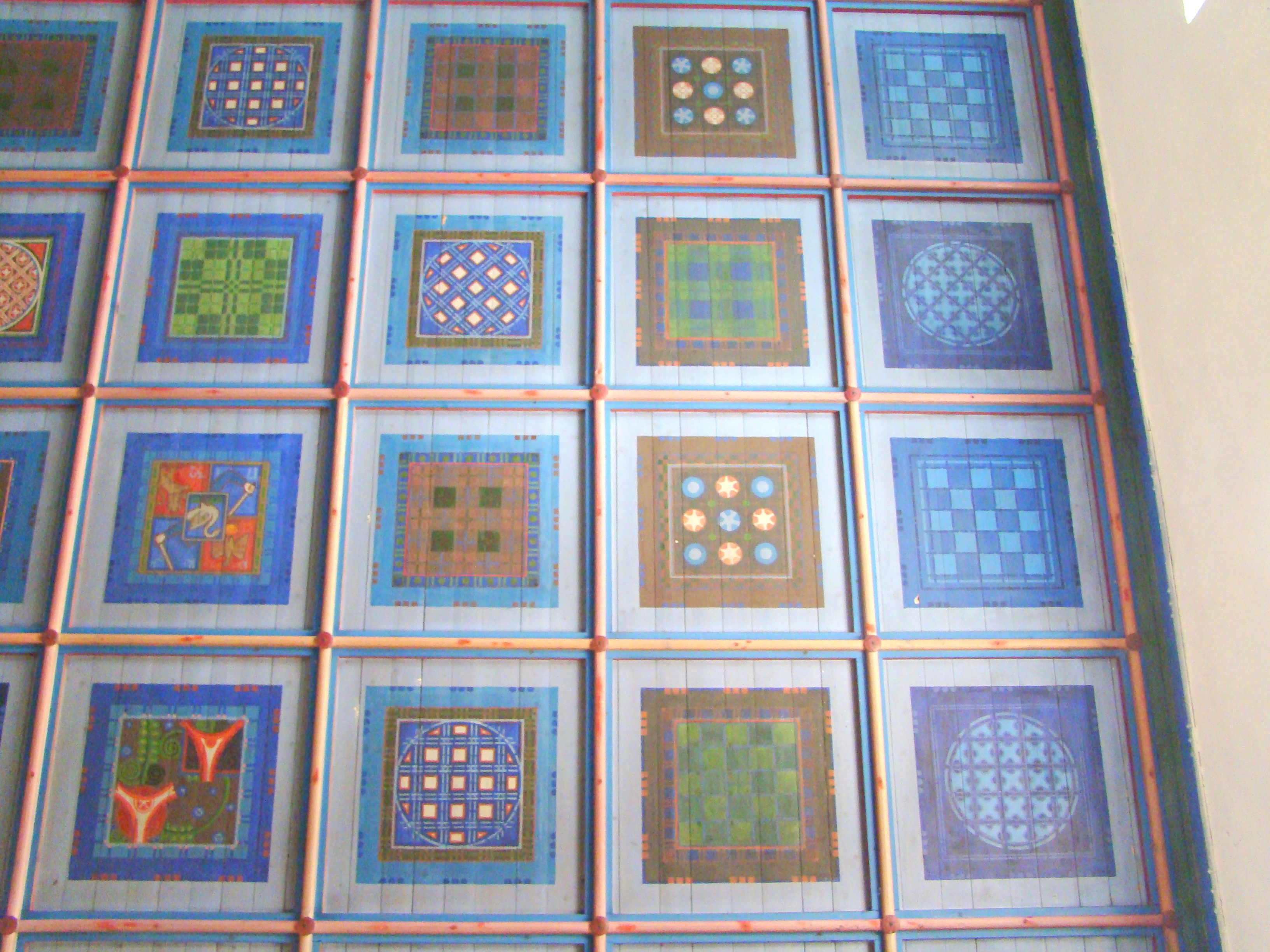
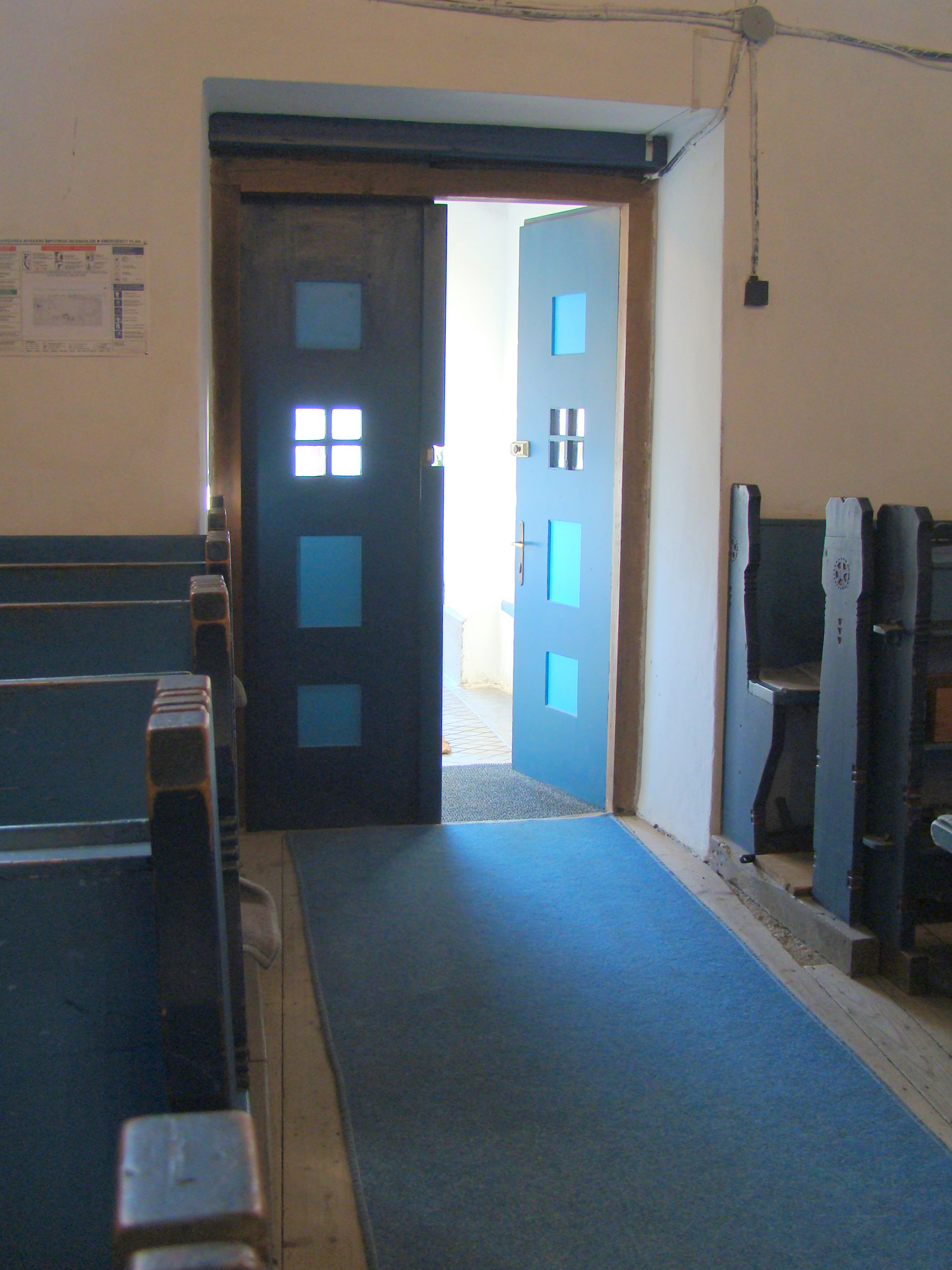